# Deutsche Staatsangehörigkeit

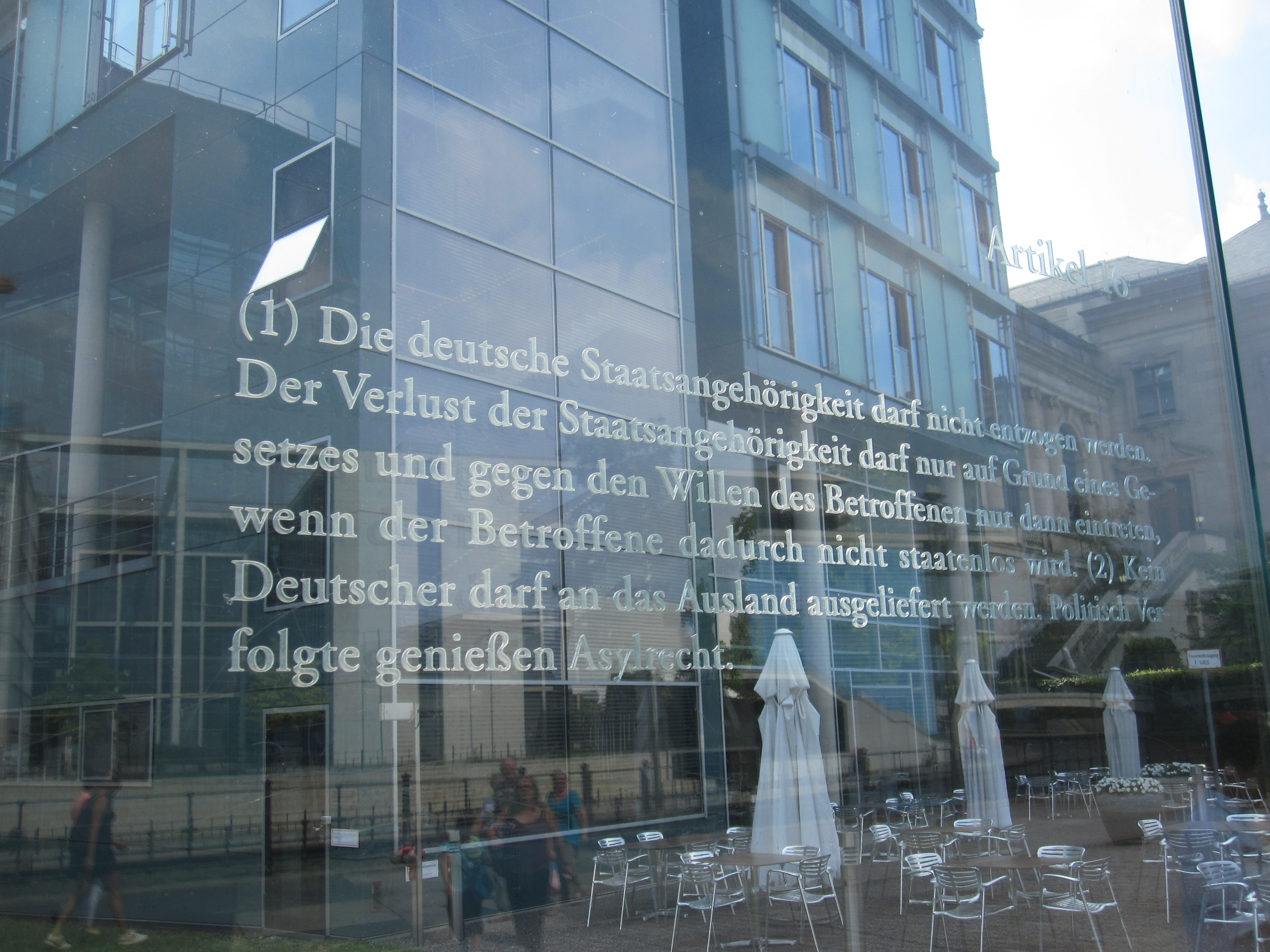
Die Urfassung von Artikel 16 des Grundgesetzes – eine Arbeit von Dani Karavan an den Glasscheiben zur Spreeseite beim Jakob-Kaiser-Haus des Bundestages in Berlin

Die deutsche Staatsangehörigkeit ist die Zugehörigkeit einer natürlichen Person zum deutschen Staat, der Bundesrepublik Deutschland. Daraus werden – wie allgemein aus dem Bürgerrecht – für Bundesbürger spezifische Rechte und Pflichten hergeleitet.
Das Bestehen der deutschen Staatsangehörigkeit wird in der Regel mit einem gültigen Pass oder Personalausweis der Bundesrepublik Deutschland hinreichend glaubhaft gemacht. Ein Staatsangehörigkeitsausweis wird daher grundsätzlich nur dann benötigt, wenn die deutsche Staatsangehörigkeit zweifelhaft und klärungsbedürftig ist oder ein urkundlicher Nachweis über deren Bestehen von einer deutschen oder ausländischen öffentlichen Stelle verlangt wird.

## Die Begriffe „Deutscher Staatsangehöriger“ und „Deutscher“

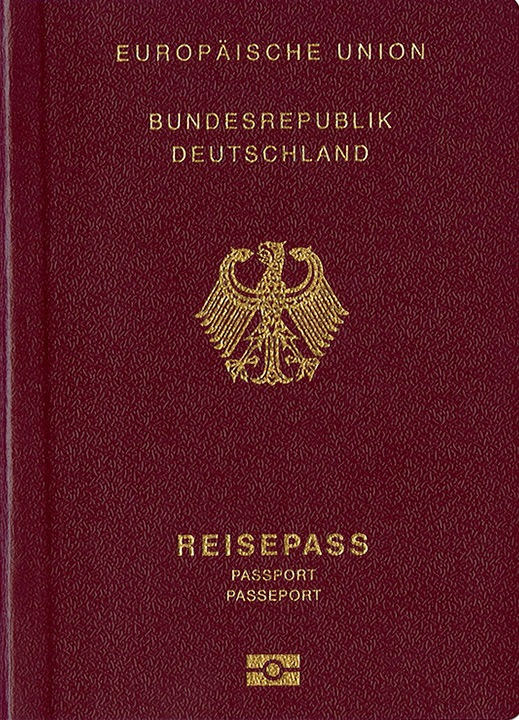
Deutscher Reisepass

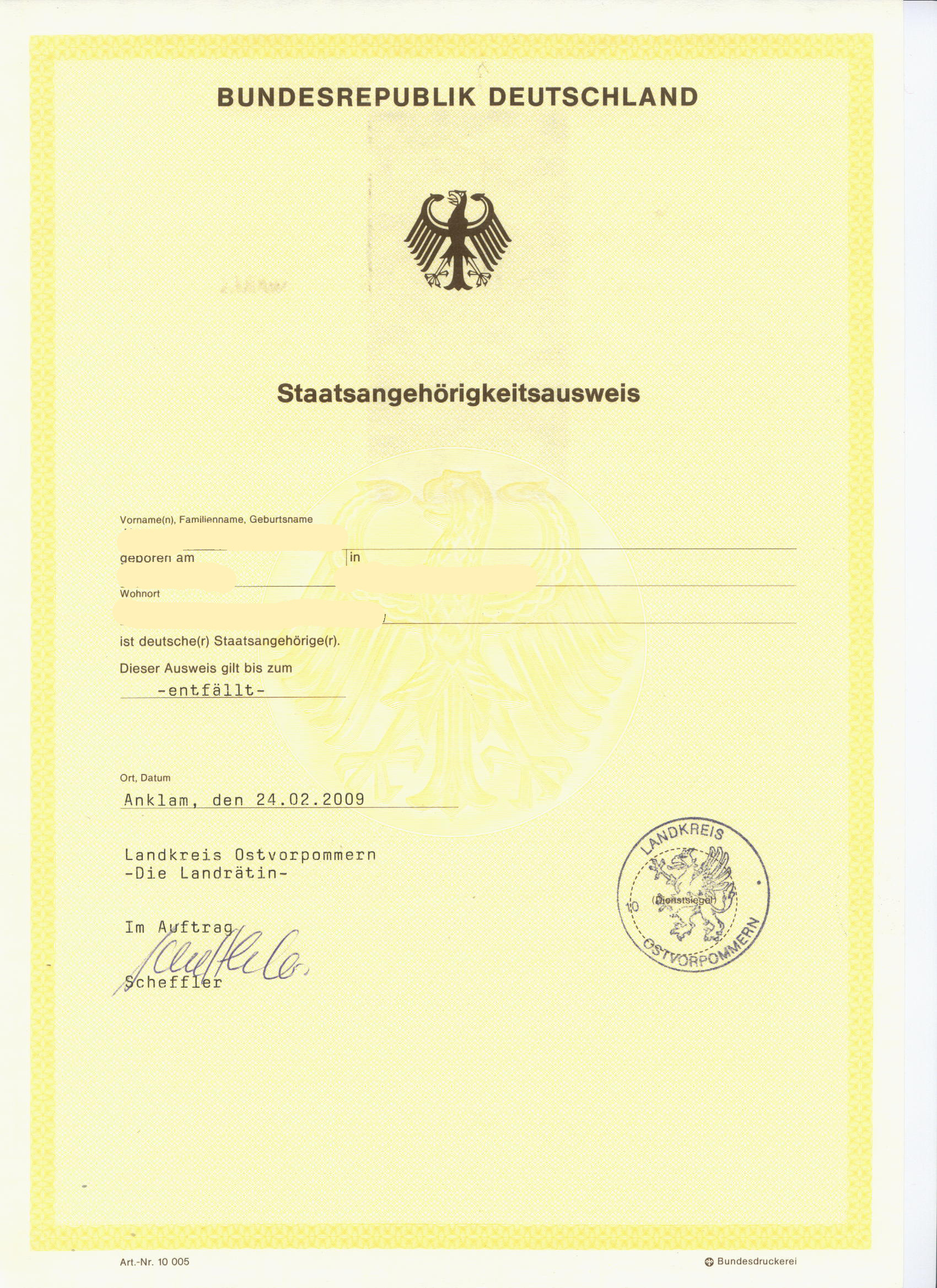
Der Staatsangehörigkeitsausweis der Bundesrepublik Deutschland dokumentiert mit urkundlicher Beweiskraft den Besitz der deutschen Staatsangehörigkeit in allen Zweifelsfällen.

Deutscher im Sinne des § 1 Staatsangehörigkeitsgesetz (StAG) ist, „wer die deutsche Staatsangehörigkeit besitzt“.
§ 3 StAG benennt die fünf Arten des Besitzerwerbes:
1. durch Geburt (§ 4 StAG),
2. durch Erklärung, deutscher Staatsangehöriger werden zu wollen, nach § 5 des StAG,
3. durch Annahme als Kind (§ 6 StAG),
4. durch Ausstellung der Bescheinigung gemäß § 15 Absatz 1 oder 2 des Bundesvertriebenengesetzes (§ 7 StAG),
bzw. in der Vergangenheit noch durch Überleitung als Deutscher ohne deutsche Staatsangehörigkeit im Sinne des Artikels 116 Abs. 1 des Grundgesetzes (§ 40a StAG),
5. für einen Ausländer durch Einbürgerung (§§ 8 bis 16, 40b und 40c StAG).

Die Staatsangehörigkeit erwirbt außerdem kraft Gesetzes, wer seit zwölf Jahren von deutschen Stellen als deutscher Staatsangehöriger behandelt worden ist und dies nicht zu vertreten hat (§ 3 Abs. 2 StAG).
Der deutsche Personalausweis oder Reisepass reichen zur (ggf. widerlegbaren) Glaubhaftmachung des Besitzes der deutschen Staatsangehörigkeit; sie begründen die hinreichende Vermutung, dass der Ausweisinhaber deutscher Staatsangehöriger ist.
Ein Staatsangehörigkeitsausweis belegt, dass der Betroffene zum Zeitpunkt dessen Erteilung deutscher Staatsangehöriger war. Einen Gültigkeitszeitraum besitzt dieses Dokument zwar nicht, es kann aber nach einer gewissen Zeit seinen Nachweischarakter verlieren.
Alle deutschen Staatsangehörigen sind kraft Gesetzes zugleich Bürger der Europäischen Union.
Über die Definition des Staatsangehörigen hinausgehend bezieht sich der Art. 116 des Grundgesetzes für die Bundesrepublik Deutschland (GG) auch auf die Kategorie des deutschen Volkszugehörigen. Diese ethnisch bestimmte Kategorie ist nicht mit der des deutschen Staatsangehörigen deckungsgleich. Seit der am 1. August 1999 in Kraft getretenen Gesetzesänderung kann die Gruppe der durch Artikel 116 GG definierten Statusdeutschen allerdings als vernachlässigbar klein angesehen werden.
Rechtshistorisch ist der Begriff des Staatsangehörigen eine Abkehr von dem enger gefassten Begriff der Bürgerschaft.

## Rechtsgrundlagen
Das reguläre deutsche Staatsangehörigkeitsrecht beruht einerseits auf dem Reichs- und Staatsangehörigkeitsgesetz (RuStAG) vom 22. Juli 1913, welches das Abstammungsprinzip festschrieb. Es war geprägt vom Konzept der Volksnation, das zum Ziel hatte, die Nation und das als ethnisch homogen vorgestellte deutsche Volk in Übereinstimmung zu bringen. Mit Wirkung vom 1. Januar 2000 wurde es in Staatsangehörigkeitsgesetz umbenannt. Andererseits basiert das Staatsangehörigkeitsrecht auf mehreren mit Wirkung vom 1. Januar 1991 im damaligen Ausländergesetz vom 9. Juli 1990 geschaffenen Regelungen, die ursprünglich die Einbürgerung jugendlicher Ausländer erleichtern sollten (§§ 85 bis 91 AuslG), später aber auch auf Erwachsene ausgedehnt wurden und mit Wirkung vom 1. Januar 2005 durch Art. 5 des Zuwanderungsgesetzes vom 30. Juli 2004 geschlossen in das Staatsangehörigkeitsgesetz übernommen worden sind (heute § 10 bis § 12b StAG). Nach der Herausnahme staatsangehörigkeitsrechtlicher Bestimmungen aus dem Ausländerrecht und nach Außerkrafttreten des speziellen Staatsangehörigkeitsrechts sind alle wesentlichen Regelungen über die Staatsangehörigkeit nun in einem Gesetz vereint.
Art. 116 Grundgesetz fasst den Begriff „Deutscher“ bewusst weiter als die Personen mit deutscher Staatsangehörigkeit, nämlich einschließlich der Statusdeutschen, weil aus geschichtlichen Gründen die Zugehörigkeit vieler Gruppen zu Deutschland nicht homogen war. Insbesondere nach 1945/49 gibt es viele und detaillierte Spezialregelungen im Zusammenhang mit der NS-Rechtsetzung, Vertriebenenfragen in Mittel- und Osteuropa (→ Volksdeutsche) sowie den Beziehungen zur Deutschen Demokratischen Republik (DDR).
Die Bundesrepublik Deutschland pflegte aufgrund des anfänglichen Alleinvertretungsanspruchs ein außenpolitisch und völkerrechtlich zwiespältiges Verhältnis zur DDR, was sich in der Gesetzgebung niederschlug. Infolge des Fortbestandes der einheitlichen deutschen Staatsangehörigkeit – in beiden deutschen Staaten durch das RuStAG von 1913 geregelt (was eine separate Regelung durch die Bundesrepublik und die DDR nicht ausschloss) – waren Bürger der DDR nach bundesdeutscher Rechtsauffassung zugleich Bundesbürger im Sinne des Gesetzes und blieben es auch, nachdem im Jahr 1967 eine Staatsbürgerschaft der DDR eingeführt worden war. So konnten sie jederzeit – auch ohne dauerhafte Übersiedlung, z. B. anlässlich einer Besuchsreise im Bundesgebiet – einen bundesdeutschen Reisepass erhalten und damit in Drittstaaten weiterreisen, für die ihr DDR-Reisepass nicht gültig war oder deren Grenzkontrollstempel im Reisepass ihnen bei der Rückkehr in die DDR Nachteile hätten bereiten können. Während der Nutzung des bundesdeutschen Passes wurde der DDR-Pass bei bundesdeutschen Stellen hinterlegt.
Mit Blick auf die Klärung der Staatsangehörigkeit der in den ehemaligen deutschen Ostgebieten jenseits der Oder-Neiße-Grenze lebenden Deutschen, auf das staatsangehörigkeitsrechtliche Schicksal von Personen, die während der Zeit des Nationalsozialismus in den besetzten nichtdeutschen Gebieten teilweise gegen ihren Willen eingebürgert worden waren und in der Wehrmacht gedient hatten, und auf die von den Nationalsozialisten zwischen 1933 und 1945 politisch und rassisch Verfolgten, die nach der Flucht ins Ausland ausgebürgert wurden und teilweise eine andere Staatsangehörigkeit erworben hatten, erließ der Deutsche Bundestag mehrere staatsangehörigkeitsrechtliche Sonderregelungen (siehe auch das spezielle Staatsangehörigkeitsrecht); diese Regelungen sind am 15. Dezember 2010 außer Kraft getreten.
Im Zusammenhang mit dem Brexit wurde eine Übergangsregelung zum Staatsangehörigkeitsgesetz erlassen, die die Einbürgerung britischer und deutscher Staatsangehöriger betrifft.

## Erwerb der deutschen Staatsangehörigkeit durch gesetzlichen Automatismus
Die Staatsangehörigkeit wird ex lege (kraft Gesetzes) erworben, wenn bestimmte Voraussetzungen erfüllt sind.

### Bei Geburt, wenn mindestens ein Elternteil Deutscher ist (Abstammungsprinzip)
- Durch Geburt erwirbt ein Kind heute die deutsche Staatsangehörigkeit, wenn mindestens ein Elternteil zu dieser Zeit Deutscher ist (Abstammungsprinzip).
 Vor 1975 konnte ein Kind bei ehelicher Geburt nur durch seinen Vater, bei nichtehelicher Geburt nur durch seine Mutter die deutsche Staatsangehörigkeit bei Geburt erwerben. Nach einer Gesetzesänderung[11] aufgrund einer Entscheidung des Bundesverfassungsgerichts[12] erwarb eine ab dem 1. Januar 1975 ehelich geborene Person die deutsche Staatsangehörigkeit, wenn ein Elternteil (gleich welchen Geschlechts) die deutsche Staatsangehörigkeit besaß; nichtehelich geborene Kinder erwarben sie bis zum 1. Juli 1993 nur dann, wenn die Kindesmutter deutsche Staatsangehörige war. Seitdem kann sie auch der nichteheliche Vater vermitteln, wenn
  - er Deutscher ist,
  - eine nach deutschen Gesetzen wirksame Feststellung beziehungsweise Anerkennung der Vaterschaft vorliegt
  - und die Anerkennung der Vaterschaft bzw. das Vaterschaftsfeststellungsverfahren vorgenommen oder eingeleitet wurde, bevor das Kind das 23. Lebensjahr vollendet hat.
- Ein Findelkind, das im Inland aufgefunden wird, gilt bis zum Beweis des Gegenteils als Kind eines Deutschen.
- Durch Geburt im Ausland erwirbt das Kind eines Deutschen jedoch ausnahmsweise dann nicht die deutsche Staatsangehörigkeit, wenn
  - dieser leibliche Elternteil selbst am 1. Januar 2000 oder später im Ausland geboren wurde und
  - weiterhin dort lebt und
  - das Kind sonst nicht staatenlos wäre.

Dieser „Generationenschnitt“ kann jedoch dadurch verhindert werden, dass die Eltern innerhalb eines Jahres den Eintrag der Geburt (Beurkundung) ins deutsche Geburtenregister beantragen; zur Fristwahrung genügt es auch, wenn der Antrag in dieser Frist bei der zuständigen Auslandsvertretung eingeht (§ 4 Abs. 4 Satz 2 StAG). Dadurch erwirbt das Kind rückwirkend zum Zeitpunkt seiner Geburt die deutsche Staatsangehörigkeit.
Entscheidend für den von einem Elternteil abgeleiteten Erwerb der deutschen Staatsbürgerschaft ist stets und ausschließlich die rechtliche Elternschaft. Aus einer lediglich genetischen Abstammung von einem deutschen Staatsbürger kann dagegen nicht unmittelbar eine deutsche Staatsbürgerschaft für das Kind abgeleitet werden. Dies betrifft z. B. Fälle, in denen nur der biologische Vater deutscher Staatsangehöriger ist, die Kindesmutter jedoch zum Zeitpunkt der Geburt mit einem Ausländer verheiratet war, der damit als rechtlicher Vater gilt, oder ggf. in Fällen von künstlicher Befruchtung im Ausland und Austragung des Kindes von einer nicht-deutschen Leihmutter (also unabhängig davon, wessen Sperma und wessen Eizelle zur Befruchtung verwendet wurden).

### Durch Adoption
Der Erwerb der deutschen Staatsangehörigkeit kann seit dem 1. Januar 1977 auch durch Adoption erfolgen. Minderjährige erwerben bei der Adoption durch Gesetz (§ 6 StAG) automatisch die deutsche Staatsangehörigkeit, wenn eine der annehmenden Personen Deutscher ist. Maßgeblich ist der Zeitpunkt, zu dem der Adoptionsantrag gestellt wird. Ein gesonderter Antrag auf Erwerb der Staatsangehörigkeit ist in diesen Fällen nicht erforderlich. Ist der zu Adoptierende im Zeitpunkt des Adoptionsantrags bereits über 18 Jahre alt, ist ein Staatsangehörigkeitserwerb nach § 6 StAG auch dann nicht möglich, wenn das Familiengericht die Adoption später mit den Wirkungen der Minderjährigenannahme (sogenannte Volladoption gemäß § 1772 BGB) ausspricht. Dieser Personenkreis ist auf die reguläre Einbürgerung verwiesen.

### Statusdeutsche (Übergangsregel der StAG-Reform)
Deutsche im Sinne des Art. 116 Abs. 1 Alt. 2 GG (Deutsche ohne deutsche Staatsangehörigkeit) und vor dem 1. August 1999 anerkannte Spätaussiedler erwarben die Staatsangehörigkeit gemäß § 40a StAG a. F. an diesem Stichtag. Spätaussiedler, die nach dem 31. Juli 1999 eine Bescheinigung über die Spätaussiedlereigenschaft erhalten, erwerben mit der Aushändigung der Bescheinigung auch die deutsche Staatsangehörigkeit (§ 7 StAG). Zuvor hatte dieser Personenkreis einen Einbürgerungsanspruch.

### Durch Geburt im Inland (Geburtsortprinzip)
Ein im Inland ab dem 1. Januar 2000 geborenes Kind, dessen Eltern beide Ausländer sind, erhält zusätzlich zu der aufgrund des Abstammungsprinzips erworbenen ausländischen Staatsangehörigkeit die deutsche Staatsangehörigkeit, wenn ein Elternteil zum Zeitpunkt der Geburt seit fünf (bis 26. Juni 2024 acht) Jahren seinen gewöhnlichen rechtmäßigen Aufenthalt in Deutschland hat und ein unbefristetes Aufenthaltsrecht besitzt (Ius-soli-Erwerb, § 4 Abs. 3 StAG).
Für Kinder, die zwischen 1. Januar 1990 und 1. Januar 2000 geboren wurden, eröffnete die Regelung des § 40b StAG für die Dauer eines Jahres die Möglichkeit des zusätzlichen Erwerbs der deutschen Staatsangehörigkeit durch Einbürgerung. Voraussetzung hierfür war, dass das Kind am 1. Januar 2000 rechtmäßig seinen gewöhnlichen Aufenthalt in der Bundesrepublik Deutschland und das 10. Lebensjahr noch nicht vollendet hatte und bei dessen Geburt die Voraussetzungen des § 4 Abs. 3 StAG vorgelegen hatten. Durch diese Übergangsregelung wurden ca. 50.000 Personen eingebürgert.
Kinder, die die deutsche Staatsangehörigkeit nach § 4 Abs. 3 oder § 40b StAG erworben hatten, mussten nach Vollendung des 21. Lebensjahres erklären, ob sie die deutsche oder die ausländische Staatsangehörigkeit behalten wollten (sog. Optionsmodell, § 29 Abs. 1 StAG a. F.). Das Optionsverfahren folgte dem Prinzip der grundsätzlichen Vermeidung von Mehrstaatigkeit. Lag bis zur Vollendung des 23. Lebensjahrs keine entsprechende Erklärung vor, so wurde die deutsche Staatsangehörigkeit gemäß § 29 Abs. 2 S. 2 StAG a. F. aberkannt. Wurde eine Erklärung zugunsten der deutschen Staatsangehörigkeit abgegeben, so musste nach § 29 Abs. 3 S. 1 StAG a. F. ein Nachweis über den Verzicht der ausländischen Staatsangehörigkeit erbracht werden.

#### Option für die deutsche Staatsangehörigkeit bis 19. Dezember 2014
Im Jahr 2013 wurde bei ca. 3.300 Personen des ersten betroffenen Jahrgangs (nämlich die im Jahr 1990 geborenen Doppelstaater, die im Jahre 2013 das 23. Lebensjahr vollenden) das Optionsverfahren abgeschlossen. Von diesen hatten sich bis Ende 2011 rund 2.400 für die deutsche und 32 für die ausländische Staatsbürgerschaft entschieden. In den Jahren 2014 bis 2017 müsste nach früheren Berechnungen bei etwa 7.000 Personen jährlich das Optionsverfahren beendet worden sein, danach – ab 2018 – sollte die Zahl der von den Folgen einer abgegebenen oder einer fehlenden Optionserklärung Betroffenen sprunghaft auf über 40.000 bzw. etwa 50.000 Personen jährlich ansteigen. Von 2013 bis 2022 wären nur die von 1990 bis 1999 geborenen und auf der Grundlage des § 40b StAG eingebürgerten Doppelstaater betroffen. Sie haben zu 68 % auch noch die türkische, zu 14,5 % die Staatsangehörigkeit eines Nachfolgestaates von Jugoslawien, zu 3,7 % die iranische Staatsangehörigkeit, und zu jeweils etwas mehr als einem Prozent die vietnamesische, pakistanische oder afghanische Staatsangehörigkeit.

#### Gesetzliche Ausnahmen seit 20. Dezember 2014 (Hinnahme von Mehrstaatigkeit für bestimmte Personen)
Das Prinzip der Vermeidung von Mehrstaatigkeit ist ein grundlegendes staatsangehörigkeitsrechtliches Prinzip. Es wird jedoch nicht nur im deutschen Recht durchbrochen.
Ab dem 20. Dezember 2014 erstreckte sich die Optionspflicht nicht mehr auf im Inland aufgewachsene Personen (§ 29 Abs. 1 Nr. 2 StAG a. F.). Dies sind nach § 29 Abs. 1a StAG a. F. Deutsche, die sich acht Jahre gewöhnlich im Inland aufgehalten haben, sechs Jahre im Inland eine Schule besucht haben oder über einen im Inland erworbenen Schulabschluss oder eine im Inland abgeschlossene Berufsausbildung verfügen. Eingeführt wurde ferner die Ausnahme von der Optionspflicht in § 29 Abs. 1 Nr. 3 StAG a. F. zugunsten von Personen, die Staatsangehörige von Mitgliedstaaten der Europäischen Union oder der Schweiz sind.
Wer in Deutschland aufgewachsen ist und dadurch enge Bindungen zu Deutschland entwickelt hat, sollte die deutsche Staatsangehörigkeit nicht mehr verlieren und die durch Geburt entstandene Mehrstaatigkeit dauerhaft behalten. Betroffene konnten die Frage, ob sie nach der Definition des Gesetzes in Deutschland aufgewachsen und damit von der Optionspflicht befreit waren, bereits frühzeitig nach Erwerb des Schulabschlusses, nach sechsjähriger Schulzeit oder nach Vollendung ihres achten Lebensjahres bzw. Aufenthaltes in Deutschland durch die zuständige Staatsangehörigkeitsbehörde verbindlich klären lassen und erhielten somit bereits früh Rechtssicherheit über ihren staatsangehörigkeitsrechtlichen Status (§ 29 Abs. 5 StAG a. F.).
Diese Ausnahmeregelung diente allerdings lediglich der Vereinfachung, denn die betroffenen Doppelstaater hatten auch vor der Gesetzesänderung einen Anspruch darauf, die deutsche Staatsangehörigkeit behalten zu können (Beibehaltungsgenehmigung nach § 29 Abs. 4 a. F., § 12 Abs. 2 StAG), auch wenn sie die Aufgabe oder den Verlust der ausländischen Staatsangehörigkeit nicht nachgewiesen hatten.
Die Staatsangehörigkeitsbehörden mussten im Normalfall zwar zusätzlich prüfen, ob die Betroffenen in Deutschland aufgewachsen waren. Dafür fiel aber in 90 % der Fälle die Prüfung weg, ob die ausländische Staatsangehörigkeit überhaupt, und wenn ja, ob sie rechtzeitig aufgegeben wurde oder ob – im Falle eines Beibehaltungsantrages – die Voraussetzungen für die Hinnahme von Mehrstaatigkeit erfüllt sind. Diese Prüfung oblag der Verwaltung nur noch für die kleine Gruppe der Ius-soli-Kinder, die nicht in Deutschland aufgewachsen waren.

#### Doppelte Staatsangehörigkeit durch Abstammung
Die Optionspflicht galt nicht für Kinder mit einem deutschen Elternteil, die neben der deutschen Staatsangehörigkeit bei der Geburt auch eine fremde Staatsangehörigkeit erwerben – insbesondere auch Kinder mit einem deutschen und einem nichtdeutschen Elternteil, die bei Geburt in Deutschland beide Staatsangehörigkeiten über das ius sanguinis erhalten, weil das Recht des anderen Staates dies vorsieht (d. h. die fremde Staatsangehörigkeit bei Auslandsgeburten weitergegeben wird und kein Verbot von Mehrstaatigkeit besteht). Zwischen 2000 und 2015 fielen jährlich zwischen 71.380 und 88.194 Geburten in Deutschland in diese Kategorie. Diese Kinder sind nicht verpflichtet, zu einem bestimmten Zeitpunkt eine der beiden Staatsangehörigkeiten aufzugeben. Sofern sie nicht auf eine der beiden Staatsangehörigkeiten verzichten, behalten sie beide in der Regel lebenslang.

#### Modernisierung des Staatsangehörigkeitsrechts 2024 (generelle Hinnahme von Mehrstaatigkeit)
Da der Grundsatz der Vermeidung der Mehrstaatigkeit schon seit langem nicht mehr der tatsächlichen Einbürgerungspraxis entspreche, im Jahr 2022 die sog. Mehrstaaterquote bei den Einbürgerungen sogar 74,1 % betrug, wurde der Grundsatz im Gesetz zur Modernisierung des Staatsangehörigkeitsrechts (StARModG) aufgegeben. Einbürgerungen sollen künftig generell unter Hinnahme von Mehrstaatigkeit erfolgen, eine Aufgabe der bisherigen Staatsangehörigkeit(en) ist demnach nicht mehr notwendig. Damit entfällt unter anderem auch die Optionsregelung beim Ius-soli-Erwerb. § 29 StAG wurde mit Inkrafttreten des StARModG aufgehoben.

### Erwerb durch Behandlung als deutscher Staatsangehöriger
Mit Wirkung vom 28. August 2008 hat der Gesetzgeber eine Lücke geschlossen, die Staatsangehörigkeit von Personen zu regeln, die keine deutsche Staatsangehörigen sind, aber sehr lange Zeit von deutschen Behörden als solche behandelt wurden (neuer § 3 Abs. 2 StAG). Begünstigte dieser Regelung sind vor allem Personen, die es nach den Weltkriegen versäumt hatten, durch die Abgabe von Erklärungen ihre durch die Aufhebung von Anschlussnormen entzogene deutsche Staatsangehörigkeit zurückzuerwerben, sowie ihre Nachkommen. Voraussetzung ist, dass der Betroffene seit zwölf Jahren von deutschen Stellen als deutscher Staatsangehöriger behandelt worden ist und diese unzutreffende Behandlung nicht – z. B. durch falsche Angaben oder Verschweigen relevanter Tatsachen – zu vertreten hat. Begünstigt ist insbesondere, wem ein deutscher Staatsangehörigkeitsausweis, ein deutscher Reisepass oder ein deutscher Personalausweis ausgestellt wurde. Der Erwerb der deutschen Staatsangehörigkeit wirkt dann auf den Zeitpunkt zurück, zu dem bei Behandlung als Staatsangehöriger der Erwerb der Staatsangehörigkeit angenommen wurde. Er erstreckt sich auch auf Abkömmlinge des Betroffenen (§ 3 Abs. 2 Satz 4 StAG).

## Einbürgerung (Naturalisation) – Erwerb durch Verwaltungsakt

### Geltende Regelung

Der Erwerb per Verwaltungsakt erfolgt durch Aushändigung einer Einbürgerungsurkunde.

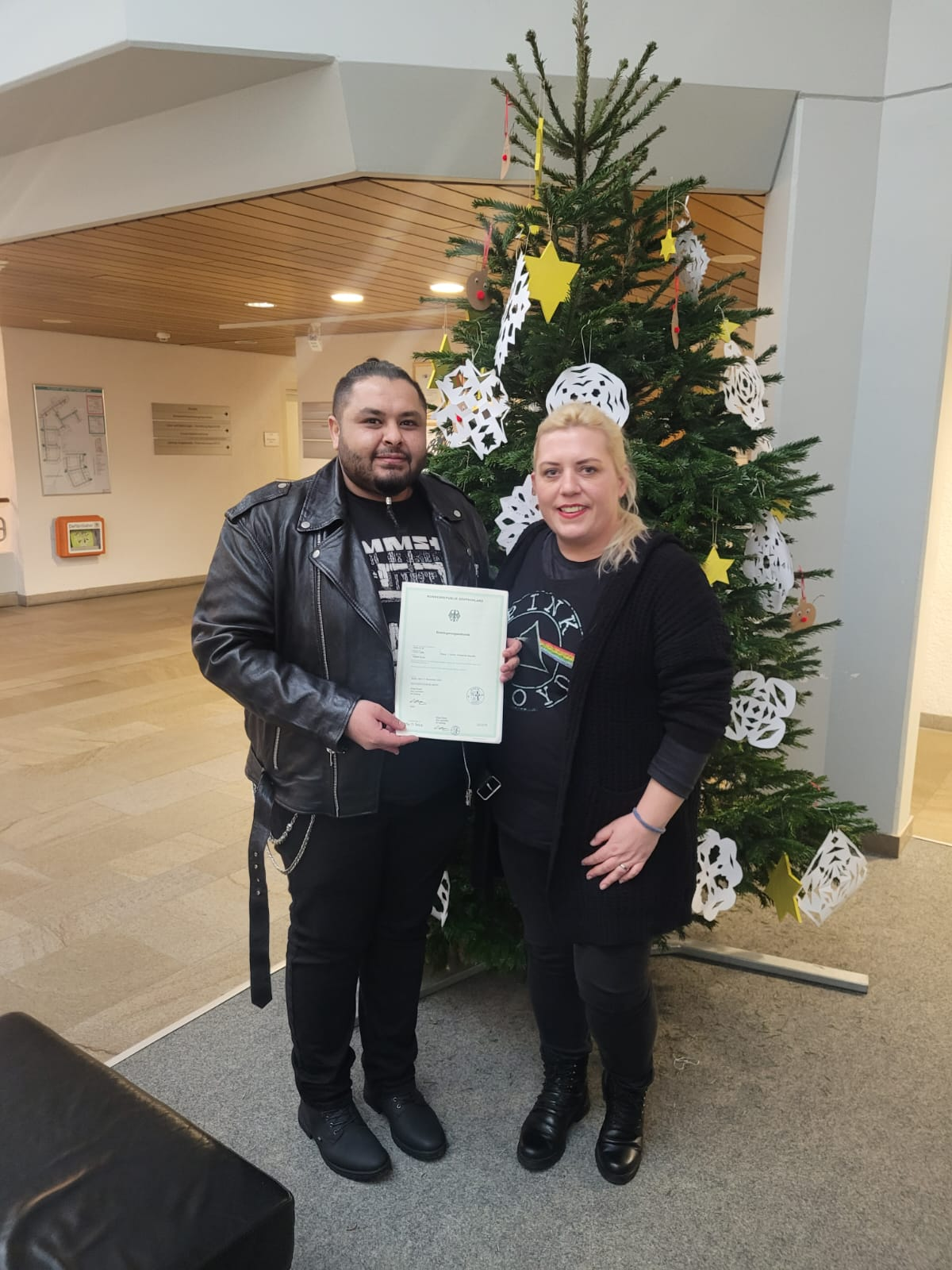
Syrischer Flüchtling wird im Kreishaus in Soest eingebürgert (2022).

Die Einbürgerung erfolgt nur auf Antrag. Dies ist ein Erwerbsverfahren für ausländische Staatsbürger oder Staatenlose. Die Staatsangehörigkeit wird in diesem Fall nicht bereits kraft Gesetzes, sondern durch einen Verwaltungsakt erworben:
- Einbürgerung kraft Rechtsanspruchs (Muss-Einbürgerung, Anspruchs-Einbürgerung) erfolgt bei Vorliegen der Voraussetzungen eines gesetzlichen Anspruchs, ohne Ermessensspielraum der Staatsangehörigkeitsbehörde:
  - Restitution von nationalsozialistischem Unrecht (Wiedergutmachungseinbürgerung) gemäß Art. 116 Abs. 2 GG oder gem. § 15 StAG[34][35][36][37]
  - verfestigte Einwanderung (§ 10 StAG), also seit fünf Jahren gewöhnlicher rechtmäßiger Aufenthalt in Deutschland ohne wesentliche Straftaten, ohne Mitgliedschaft in oder auch nur Unterstützung von einer extremistischen Organisation, die sich gegen die freiheitliche demokratische Grundordnung richtet, zudem ausreichende Deutschkenntnisse und Kenntnisse zur Rechts- und Gesellschaftsordnung wie auch der Lebensverhältnisse in Deutschland, keine selbst zu vertretende Inanspruchnahme von Leistungen nach SGB II oder SGB XII; bei Vorliegen besonderer Integrationsleistungen (insbesondere höherer Sprachkenntnisse) kann die Aufenthaltsdauer bis auf drei Jahre verkürzt werden;
  - Verminderung der Staatenlosigkeit; nach fünf Jahren rechtmäßigen Aufenthalts eines in Deutschland geborenen Staatenlosen, der rechtzeitig den Antrag gestellt hat (Art. 2 des Gesetzes zur Verminderung der Staatenlosigkeit[38]).
- Soll-Einbürgerung (In-der-Regel-Einbürgerung), wobei die Staatsangehörigkeitsbehörde nur ausnahmsweise und bei Vorliegen besonderer rechtfertigender Gründe den Erwerb der Staatsangehörigkeit versagen darf:
  - Ehegatten oder Lebenspartner von deutschen Staatsbürgern (§ 9 StAG) bei mindestens dreijährigem Inlandsaufenthalt und zweijährigem Bestehen der Ehe oder Lebenspartnerschaft

- Kann-Einbürgerung (Ermessens-Einbürgerung im öffentlichen Interesse), bei der die Staatsangehörigkeitsbehörde nach pflichtgemäßem Ermessen die Einbürgerung vornehmen darf:
  - ausländische Staatsbürger oder Staatenlose, wenn gegen sie kein Ausweisungsgrund vorliegt und ihr Unterhalt gesichert ist (§ 8 StAG);
  - ehemalige deutsche Staatsbürger, die im Ausland leben, und ihre Kinder oder Adoptivkinder, wenn gegen sie kein Ausweisungsgrund vorliegt (§ 13 StAG);
  - ausländische Staatsbürger, die im Ausland leben und besondere Bindungen an die Bundesrepublik Deutschland haben (§ 14 StAG).

### Vor der Reform 2024
Bis 26. Juni 2024 musste die bisherige Staatsangehörigkeit aufgegeben werden. Hiervon war aber in einer Reihe von Fällen abzusehen (§ 12 StAG), nämlich:
- generell bei EU-Bürgern oder Bürgern der Schweiz,
- wenn das Recht des ausländischen Staates ein Ausscheiden aus der bisherigen Staatsangehörigkeit nicht vorsieht,
- wenn der ausländische Staat die Entlassung aus der Staatsangehörigkeit regelmäßig verweigert,
- wenn die Entlassung aus der bisherigen Staatsangehörigkeit aus Gründen versagt wird, die der Einbürgerungsbewerber nicht zu vertreten hat,
- wenn die Entlassung von unzumutbaren Bedingungen abhängig gemacht wird,
- wenn über einen Entlassungsantrag in angemessener Zeit nicht entschieden wird,
- wenn bei älteren Einbürgerungsbewerbern der Verlust der bisherigen Staatsangehörigkeit auf unverhältnismäßige Schwierigkeiten stößt und die Versagung der Einbürgerung eine besondere Härte darstellen würde,
- wenn dem Einbürgerungsbewerber bei Aufgabe der bisherigen Staatsangehörigkeit erhebliche Nachteile insbesondere wirtschaftlicher Art oder vermögensrechtlicher Art entstehen würden, die über den Verlust der staatsbürgerlichen Rechte hinausgehen,
- wenn der Einbürgerungsbewerber im Besitz eines Reiseausweises im Sinne von Art. 28 des Abkommens vom 28. Juli 1951 über die Rechtsstellung der Flüchtlinge[39] ist,
- wenn ein völkerrechtlicher Vertrag dies vorsieht.

Durch zwei Erlasse von 2019 wurde der Personenkreis derer, die ein Recht auf Staatsangehörigkeit geltend machen können, erweitert: Er umfasst nun auch Nachkommen von Personen, die vor dem 1. April 1953 als Kind einer zwangsausgebürgerten deutschen Mutter und eines ausländischen Vaters ehelich geboren wurden, sowie vor dem 1. Juli 1993 geborene nichteheliche Kinder zwangsausgebürgerter deutscher Väter und ausländischer Mütter, bei denen die Anerkennung oder Feststellung der Vaterschaft nach deutschen Gesetzen vor Vollendung des 23. Lebensjahres wirksam erfolgt war. Auch wenn diese Vorfahren im Ausland eine neue Staatsbürgerschaft annahmen, steht das der Einbürgerung nicht entgegen, sofern die Emigration aufgrund von Verfolgung geschah. Für Berechtigte mit NS-Verfolgungshintergrund wird zudem vom Nachweis der Unterhaltsfähigkeit abgesehen und das erforderliche Sprachniveau auf einfache deutsche Sprachkenntnisse abgesenkt. Die Regelung gilt mit einem „Generationenschnitt“: Ab dem Jahr 2000 geborene Nachkommen von NS-Verfolgten sollen die Erleichterungen zwar nutzen können, ihre Kinder werden jedoch nur dann mit eingebürgert, wenn die Einbürgerung bis zum 1. Januar 2021 beantragt wurde. Ein Rechtsanspruch besteht jedoch nicht; einen von den Oppositionsparteien unterstützten Antrag der Grünen auf Gewährung lehnte der Bundestag am 30. Januar 2020 ab.
Seit 2008 werden Kenntnisse über die Sprache, Geschichte, Kultur und das politische System Deutschlands in Einbürgerungstests abgeprüft.
Im Januar 2024 beschloss der Bundestag einen Gesetzentwurf, der unter anderem folgende Reformen vorsah:
- Die für eine Einbürgerung notwendige Aufenthaltsdauer wurde von acht auf fünf Jahre gesenkt. Bei „besonderen Integrationsleistungen“ ist eine Einbürgerung bereits nach drei statt bisher sechs Jahren möglich.
- Die doppelte Staatsangehörigkeit ist grundsätzlich möglich.
- In Deutschland geborene Kinder ausländischer Eltern erhalten die deutsche Staatsangehörigkeit, wenn mindestens ein Elternteil seit mindestens fünf Jahren rechtmäßig in Deutschland lebt und ein Daueraufenthaltsrecht besitzt, sie müssen sich nicht mehr als Erwachsene für eine Staatsangehörigkeit entscheiden.[45][46]

Der Bundesrat beschloss am 2. Februar 2024, den Vermittlungsausschuss nicht anzurufen. Das Staatsangehörigkeitsmodernisierungsgesetz wurde am 26. März 2024 verkündet und trat im Wesentlichen drei Monate später, also am 27. Juni 2024, in Kraft.

### Zahlen, Statistik
| Jahr | Zahl der Einbürgerungen |
| ---- | ----------------------- |
| 1985 | 34.913                  |
| 1990 | 101.377                 |
| 1995 | 313.606                 |
| 2000 | 186.672                 |
| 2005 | 117.241                 |
| 2010 | 101.570                 |
| 2015 | 107.317                 |
| 2016 | 110.383                 |
| 2017 | 112.211                 |
| 2018 | 112.340                 |
| 2019 | 128.905                 |
| 2020 | 109.880                 |
| 2022 | 168.775                 |

Das Statistische Bundesamt (Destatis) veröffentlicht jährlich statistische Zahlen zur Einbürgerung in Deutschland.
In den Jahren 2007 bis 2017 wurden zwischen 94.000 und 113.000 Ausländer pro Jahr eingebürgert, davor waren es 1990–2006 zwischen 100.000 und 313.000 Ausländer pro Jahr und 1981–1989 zwischen 34.000 bis 69.000 Ausländer pro Jahr. Zur Herkunft gibt es folgende Zahlen: Im Jahr 2015 wurden 19.700 türkische Staatsbürger, 5900 Polen, 4200 Ukrainer, 3800 Kosovaren, 3400 Iraker und 3400 Italiener eingebürgert.
Nach dem Brexit-Referendum vom 23. Juni 2016 kam es zu einer massiven Erhöhung der Zahl von Einbürgerungsanträgen von Staatsbürgern des Vereinigten Königreichs. Allein in den zwei Jahren 2016 und 2017 erhielten insgesamt 10.358 Briten die deutsche Staatsangehörigkeit. Dies sind mehr als doppelt so viele Einbürgerungen wie die gesamte Zahl der Einbürgerungen von Briten in den 15 Jahren zwischen 2000 und 2015.

## Verlust der Staatsangehörigkeit

### Grundsätzliches
Das Grundgesetz verbietet in Artikel 16 Abs. 1 Satz 1 die Entziehung der deutschen Staatsangehörigkeit. Entziehung ist der Verlust der Staatsangehörigkeit, den der Betroffene nicht beeinflussen kann, insbesondere die willkürliche Ausbürgerung. Demgegenüber ist ein Verlust der deutschen Staatsangehörigkeit zulässig, wenn er aufgrund von Handlungen des Betroffenen eintritt, die auf dessen selbstverantwortlichen und freien Willensentschluss gegründet sind. Auf welche Weise die deutsche Staatsangehörigkeit ursprünglich erworben wurde (Abstammung, Einbürgerung, Geburt auf deutschem Staatsgebiet), ist für die Verlusttatbestände unerheblich.
Die Verlusttatbestände des StAG bleiben unterhalb der Regelungsmöglichkeiten, die die Art. 7 und 8 des Europäischen Übereinkommens über die Staatsangehörigkeit vom 6. November 1997 bieten und sehen insbesondere keinen Verlustgrund im Falle eines Verhaltens vor, bei dem wesentliche Interessen der Bundesrepublik Deutschland gefährdet werden. Mit Ausnahme des Falles des Erwerbs der Staatsangehörigkeit durch arglistiges Verhalten, falsche Angaben oder der Verschleierung einer erheblichen Tatsache (Art. 7 Abs. 1 Buchstabe b) des Abkommens) darf ein Verlust der Staatsangehörigkeit nach diesem Abkommen innerstaatlich nicht eintreten, wenn der Betroffene dadurch staatenlos würde (Art. 7 Abs. 3 des Abkommens).

### Verlusttatbestände
Die Verlusttatbestände seit der Urfassung des StAG haben sich, vor allem nach Inkrafttreten des Grundgesetzes, erheblich verändert. Das StAG sieht heute folgende Verlusttatbestände vor:

#### Entlassung
Hat ein anderer Staat dem Deutschen auf dessen Antrag die Einbürgerung in den Staatsverband zugesichert, besteht die Möglichkeit (und gegründet auf der Forderung des anderen Staats, die bisherige Staatsangehörigkeit vor einer Einbürgerung aufzugeben, auch die Verpflichtung), die Entlassung aus der deutschen Staatsangehörigkeit zu beantragen (§ 17 Abs. 1 Nr. 1 StAG). Die Entlassung wird mit der Aushändigung der Entlassungsurkunde wirksam (§ 23 StAG). Kommt es binnen eines Jahres nach Entlassung nicht zum Erwerb der zugesicherten fremden Staatsangehörigkeit, gilt die Entlassung als nicht erfolgt (§ 24 StAG).

#### Verzicht
Nach § 17 Abs. 1 Nr. 3 StAG i. V. mit § 26 StAG kann ein Deutscher auf seine deutsche Staatsangehörigkeit verzichten, wenn er mehrere Staatsangehörigkeiten besitzt. Der Verzicht bedarf der behördlichen Genehmigung und tritt mit Aushändigung der behördlichen Verzichtsurkunde ein.

#### Freiwilliger Eintritt von Doppelstaatern in die Streitkräfte des Staates der weiteren Staatsangehörigkeit
Wer freiwillig ohne Zustimmung des Bundesverteidigungsministeriums in die Streitkräfte oder einen vergleichbaren bewaffneten Verband eines fremden Staates, dessen Staatsangehörigkeit der Betroffene besitzt, eintritt, verliert die deutsche Staatsangehörigkeit; es sei denn, er wird sonst staatenlos (§ 28 Abs. 1 Nr. 1 StAG). Der Verlust tritt nicht ein, wenn der Deutsche aufgrund eines zwischenstaatlichen Vertrags zum Eintritt in die fremden Streitkräfte berechtigt ist (§ 28 Abs. 2 Nr. 2 StAG).
Das Fortbestehen der deutschen Staatsangehörigkeit kann angenommen werden bei einem auf Grund freiwilliger Verpflichtung erfolgten Eintritt in die Streitkräfte oder einen vergleichbaren bewaffneten Verband eines (anderen) Mitgliedstaates der Europäischen Union (EU), der Europäischen Freihandelsassoziation (EFTA), der Nordatlantikvertrags-Organisation (NATO) oder eines Staates der Länderliste nach § 41 Aufenthaltsverordnung (dazu gehören Australien, Israel, Japan, Kanada, die Republik Korea, Neuseeland, Vereinigtes Königreich und die USA), dessen Staatsangehörigkeit die antragstellende Person besitzt, wenn dieser Eintritt nach dem 5. Juli 2011 stattgefunden hat.
Seit der Neufassung von § 28 StAG gilt der Verlusttatbestand nicht mehr für Minderjährige (§ 28 Abs. 2 Nr. 1 StAG).

#### Konkrete Beteiligung an Kampfhandlungen einer terroristischen Vereinigung im Ausland
Nach § 28 Abs. 1 Nr. 2 StAG führt die konkrete Beteiligung an Kampfhandlungen einer terroristischen Vereinigung im Ausland zum Verlust der deutschen Staatsangehörigkeit; es sei denn, der Betroffene würde sonst staatenlos. Der Verlust ist förmlich durch Bescheid festzustellen (§ 28 Abs. 3 StAG).
Als terroristische Vereinigungen können allgemein solche angesehen werden, die die in § 129a StGB genannten schweren Straftaten begehen. Nach der Rechtsprechung des EuGH ist die Aufnahme einer Organisation in die vom Rat der Europäischen Union angenommene Liste terroristischer Organisationen im Anhang zum Gemeinsamen Standpunkt 2001/931/GASP des Rates vom 27. Dezember 2001 über die Anwendung besonderer Maßnahmen zur Bekämpfung des Terrorismus ein deutlicher Anhaltspunkt dafür, dass die Organisation terroristischer Art ist oder im Verdacht steht, eine solche zu sein.
Von dieser Regelung erfasst werden sollen vor allem Doppelstaater, die in den Reihen des Islamischen Staates kämpfen.

#### Rücknahme der Einbürgerung
Nach § 35 StAG kann eine rechtswidrige Einbürgerung oder eine rechtswidrige Beibehaltungsgenehmigung zurückgenommen werden, wenn der Verwaltungsakt durch arglistige Täuschung, Drohung oder Bestechung oder durch vorsätzlich unrichtige oder unvollständige Angaben, die wesentlich für seinen Erlass gewesen sind, erwirkt worden ist. Die Rücknahme ist in der Regel auch dann zulässig, wenn der Betroffene dadurch staatenlos würde (§ 35 Abs. 2 StAG). Die Rücknahme darf nur bis zum Ablauf von 10 Jahren (nach der Erstfassung von 2009: bis zum Ablauf von fünf Jahren) seit der Einbürgerung oder der Bekanntgabe der Beibehaltungsgenehmigung erfolgen (§ 35 Abs. 3 StAG) und gilt dann rückwirkend (§ 35 Abs. 4 StAG). Sind Abkömmlinge des Eingebürgerten von der Rücknahme betroffen, ist die Rücknahme bei diesem Personenkreis gesondert zu prüfen; einen Automatismus, die Rücknahme der Einbürgerung bei der Bezugsperson auch auf die Abkömmlinge zu erstrecken, gibt es nicht (§ 35 Abs. 5 StAG). Dabei ist zu berücksichtigen, dass Dritte, die noch nicht fünf Jahre alt sind, ihre deutsche Staatsangehörigkeit, die sie von dem rechtswidrig Eingebürgerten kraft Gesetzes erworben haben, in jedem Falle behalten (§ 17 Abs. 2 und 3 StAG).
Der Aufnahme dieser Bestimmung mit Wirkung vom 12. Februar 2009 ging eine verfassungsrechtliche Debatte voraus, in der das Bundesverfassungsgericht die Rücknahme der Staatsangehörigkeit bei vorausgegangenen Falschangaben auf der Grundlage des allgemeinen Verwaltungsverfahrensrechts (vor allem nach § 48 VwVfG) zwar billigte, wenn sie zeitnah nach der Einbürgerung erfolgte, aber zugleich eine Spezialregelung über die zeitliche Befristung einer Rücknahme und über die möglichen Auswirkungen auf unbeteiligte Dritte (vor allem auf Kinder des Eingebürgerten) anmahnte. Dem haben die Absätze 3 bis 5 des § 35 StAG Rechnung getragen.
Zu einer eventuellen Hinnahme der Staatenlosigkeit nach Rücknahme der Einbürgerung – entgegen Art. 16 Abs. 1 Satz 2 GG – sah sich der Gesetzgeber in Einklang mit der Rechtsprechung des Bundesverfassungsgerichts als berechtigt an, weil die Belassung der Staatsangehörigkeit in diesem Fall nicht dem Willen des Verfassungsgesetzgebers entsprochen und damit außerhalb des Schutzzwecks der Vorschrift gelegen hätte. Verwiesen wurde auf Art. 7 Abs. 3 des Europäischen Übereinkommens über die Staatsangehörigkeit vom 6. November 1997, der einen allgemeinen Rechtsgedanken zum Ausdruck bringe, der auch für die Verfassungsauslegung von Bedeutung sei. Die völkerrechtlichen Bestimmungen, die die Rücknahme der erschlichenen Einbürgerung auch in diesem Fall zuließen, seien Ausdruck der Selbstbehauptung des Rechts.

### Vertretenenfälle
Handeln die gesetzlichen Vertreter für ein minderjähriges Kind gelten folgende Besonderheiten:

#### Entlassung aus der deutschen Staatsangehörigkeit
Die Entlassung aus der deutschen Staatsangehörigkeit, um eine fremde Staatsangehörigkeit erwerben zu können, kann für das unter elterlicher Sorge stehende Kind nur mit Genehmigung des Familiengerichts beantragt werden (§ 19 Abs. 1 StAG). Die Genehmigung des Familiengerichts ist jedoch nicht erforderlich, wenn der Vater oder die Mutter die Entlassung für sich und zugleich kraft elterlicher Sorge für das Kind beantragt und dem Antragsteller die Sorge für die Person dieses Kindes zusteht (§ 19 Abs. 2 StAG).
§ 19 Abs. 2 StAG setzt voraus, dass im Falle des gemeinsamen Sorgerechts Vater und Mutter gemeinsam die Entlassung beantragen. Beantragt nur ein Elternteil die Entlassung des Kindes aus der Staatsangehörigkeit, muss ihm das Sorgerecht allein zustehen, um keiner familiengerichtlichen Genehmigung zu bedürfen. Für die Entbehrlichkeit der familiengerichtlichen Genehmigung ist zudem eine ausdrücklich gleichzeitige (mit den Eltern oder dem allein sorgeberechtigten Elternteil) beantragte Entlassung erforderlich. Hat der Elternteil schon früher die deutsche Staatsangehörigkeit verloren, ist § 19 Abs. 2 StAG unanwendbar und es muss die Genehmigung des Familiengerichts eingeholt werden, um die Entlassung zu erreichen.

#### Verzicht auf die deutsche Staatsangehörigkeit
Im Falle des Verzichts auf die deutsche Staatsangehörigkeit gelten die vorstehenden Ausführungen für Minderjährige entsprechend (§ 26 Abs. 4 StAG).

### Frühere Verlusttatbestände
Die Urfassung von § 17 in der Fassung des Gesetzes vom 22. Juli 1913 sah etliche Verlusttatbestände vor, die schon vor Inkrafttreten des Grundgesetzes aufgehoben wurden oder jedenfalls – auch ohne förmliche Aufhebung – als mit dem Grundgesetz nicht vereinbar anzusehen sind. Frühere inzwischen aufgehobene Verlustgründe behalten allerdings grundsätzlich ihre Wirksamkeit, soweit sie nicht vom Bundesverfassungsgericht als von Anfang an nichtig erklärt wurden oder soweit ihre Wirkungen nicht durch den Gesetzgeber eingeschränkt oder aufgehoben wurden. Die Verlustgründe wirken ggf. auf die Abkömmlinge weiter. Im Einzelnen gilt Folgendes:

#### Erwerb einer ausländischen Staatsangehörigkeit
Bis 26. Juni 2024 galten die folgenden Regelungen:
Nach § 17 Abs. 1 Nr. 2 i. V. mit § 25 StAG verlor ein Deutscher seine deutsche Staatsangehörigkeit, wenn er eine fremde Staatsangehörigkeit auf seinen Antrag erwarb, ohne zuvor eine Beibehaltungsgenehmigung erhalten zu haben. Die deutsche Staatsangehörigkeit ging allerdings seit dem 28. August 2007 generell nicht mehr verloren, wenn die erworbene Staatsangehörigkeit die eines anderen Mitgliedstaats der Europäischen Union oder der Schweiz war. Von der Möglichkeit, die Hinnahme der Mehrstaatigkeit auf weitere Staaten durch völkerrechtlichen Vertrag auszudehnen (§ 25 Abs. 1 Satz 2 StAG letzter Satzteil), wurde kein Gebrauch gemacht.
Der Erwerb der fremden Staatsangehörigkeit musste auf dem eigenen Antrag, also auf freier, unmittelbar auf den Erwerb der anderen Staatsangehörigkeit gerichteter Willensentscheidung beruhen. Ein freiwilliger Verlust lag vor, wenn der Betroffene die Alternative hätte, auf die andere Staatsangehörigkeit zu verzichten, auch dann, wenn hinter dem Erwerb der fremden Staatsangehörigkeit existenzielle Interessen standen.
Das Bundesverfassungsgericht hatte hierzu entschieden, dass eine gesetzliche Regelung, die den Verlust der Staatsangehörigkeit an den freiwilligen, antragsgemäßen Erwerb einer ausländischen Staatsangehörigkeit knüpfe, keinen grundsätzlichen verfassungsrechtlichen Bedenken begegne. Der Betroffene habe es selbst in der Hand, die deutsche Staatsangehörigkeit zu behalten. Die unter Umständen sich ergebende Notwendigkeit, sich zwischen der deutschen und der ausländischen Staatsangehörigkeit zu entscheiden, sei nicht unzumutbar. Sie sei Folge der verfassungsrechtlich nicht zu beanstandenden Entscheidung des Gesetzgebers gegen eine uneingeschränkte Hinnahme von Mehrstaatigkeit.
Ob jemand eine fremde Staatsangehörigkeit freiwillig und gleichsam gezielt erwerben will, ist manchmal zweifelhaft und bedarf einer Würdigung der Umstände des Einzelfalls. Wie unterschiedlich diese Würdigung ausfallen kann, zeigt sich am Beispiel deutscher Juden, die nach Israel ausgewandert sind: Nach dem israelischen Rückkehrgesetz haben Auswanderer mit dem Erhalt der israelischen Einwanderungsbescheinigung die israelische Staatsangehörigkeit erworben. Vor Antragstellung sind sie jedoch darauf hingewiesen worden, dass sie den Erwerb durch eine entsprechende Erklärung ausschließen können. Nach § 2 Abs. c (2) israelisches Staatsangehörigkeitsgesetz erwirbt die israelische Staatsangehörigkeit trotz Aushändigung der Einwanderungsbescheinigung nämlich nicht, wer unmittelbar vor seiner Einwanderung oder unmittelbar vor Erhalt der Einwanderungsbescheinigung ausländischer Staatsangehöriger war und an diesem Tag oder vorher oder innerhalb von drei Monaten danach und während er noch Ausländer ist erklärt, dass er kein israelischer Staatsangehöriger sein will. Daraus hat die Rechtsprechung zunächst gefolgert, dass im Nichtgebrauchmachen der Ausschlussmöglichkeit eine freiwillige Hingabe zum israelischen Staat und eine Abwendung vom deutschen Staat liege.
Die Entscheidung erfuhr in der Folgezeit Kritik. Die spätere Rechtsprechung ist der früheren Betrachtung nicht gefolgt. Sie erblickt im Erwerb der israelischen Staatsangehörigkeit einen automatischen Staatsangehörigkeitserwerb kraft Gesetzes, durch den die deutsche Staatsangehörigkeit nicht verloren geht. Zur Begründung wird ausgeführt, der Antrag des Auswanderers beziehe sich unmittelbar und abschließend auf einen anderen Sachverhalt, nämlich auf die Erlaubnis zur Einwanderung und den Willen zur Niederlassung. Wer in ein Land einwandern und sich dort niederlassen wolle, bringe damit nach allgemeinem Verständnis nicht zum Ausdruck, die Staatsangehörigkeit dieses Landes erwerben zu wollen, weil eine Niederlassung bei entsprechender Gestattung gemeinhin auch dem Ausländer möglich sei. Habe der Betroffene danach keinen Antrag gestellt, der den Willen zum Erwerb der israelischen Staatsangehörigkeit zum Ausdruck bringe, komme es nicht darauf an, ob ihm die Folgen, die das israelische Staatsangehörigkeitsrecht an eine Einwanderung knüpfe, bekannt waren oder hätten bekannt sein müssen. Die in § 2 Abs. c) (2) israelisches Staatsangehörigkeitsgesetz vorgesehene negative Optionserklärung stehe einer positiven Willenserklärung auf Erwerb der Staatsangehörigkeit zudem nicht gleich.

##### Vertretenenfälle beim Erwerb einer ausländischen Staatsangehörigkeit
Voraussetzung für den Verlust der deutschen Staatsangehörigkeit des Kindes ist, dass der Sorgeberechtigte den Einbürgerungsantrag für eine andere Staatsangehörigkeit nicht nur für sich, sondern ausdrücklich auch für das minderjährige Kind gestellt hat. Ein solcher ausdrücklicher Antrag für das Kind liegt nicht bereits vor, wenn im Einbürgerungsantrag der Eltern entsprechend der formularmäßigen Fragestellung die Namen der Kinder mitangegeben werden. Diese Angabe dient der Ermittlung der persönlichen Verhältnisse der Antragsteller und muss wahrheitsgemäß beantwortet werden, unabhängig davon, ob die Erstreckung ihrer Einbürgerung auf die Kinder gewünscht wird oder nicht. Erforderlich ist vielmehr eine ausdrückliche Willensbekundung auf Erwerb der anderen Staatsangehörigkeit zugunsten des Kindes. Fehlt es an einer solchen ausdrücklichen Antragstellung, wird das Kind aber aufgrund des ausländischen Rechts in die Einbürgerung der Eltern einbezogen (sog. Erstreckungserwerb), liegt in Bezug auf das Kind kein Einbürgerungserwerb durch Antrag vor, selbst dann nicht, wenn die Eltern wissen, dass trotz nicht beantragter Einbürgerung des Kindes dieses die andere Staatsangehörigkeit kraft Erstreckungserwerbs erhält. Das Kind behält dann seine deutsche Staatsangehörigkeit.
Sind beide Elternteile zudem Inhaber der elterlichen Sorge, müssen sie die fremde Staatsangehörigkeit gemeinschaftlich für das Kind beantragen. Es genügt für die Entbehrlichkeit der familiengerichtlichen Genehmigung nicht, dass nur ein Elternteil die fremde Staatsangehörigkeit beantragt und der andere Elternteil dem zustimmt. Erst recht genügt es nicht, dass bei gemeinsamer Sorgeberechtigung nur ein Elternteil für sich und sein Kind eine andere Staatsangehörigkeit beantragt. Kann die familiengerichtliche Genehmigung im Zeitpunkt des Erwerbs der anderen Staatsangehörigkeit nicht wirksam beantragt werden oder liegt sie nicht vor, behält das Kind seine deutsche Staatsangehörigkeit.
An den beiden Beispielen wird deutlich, dass die Verweisung auf die Verzichtsvorschriften beim Erwerb einer fremden Staatsangehörigkeit für das Kind oft eine staatsangehörigkeitserhaltende Wirkung hat. Wem es gelingt, entweder die Voraussetzungen des § 19 Abs. 2 StAG durch geschicktes Verhalten zu unterlaufen, wer eine erforderliche familiengerichtliche Genehmigung nicht beantragt oder wer schon für sein Kind die fremde Staatsangehörigkeit erst gar nicht förmlich beantragt, sie aus anderen Gründen (Erstreckungserwerb) aber dennoch erhält, der verschafft seinem Kind die doppelte Staatsangehörigkeit, die er selbst nur ausnahmsweise erhält.

#### Annahme als Kind durch einen Ausländer
Gemäß § 17 Abs. 1 Nr. 4 i. V. mit § 27 StAG verlor bis 26. Juni 2024 ein minderjähriger Deutscher seine deutsche Staatsangehörigkeit, wenn er durch Adoption die fremde Staatsangehörigkeit des Annehmenden erwarb. Der Verlust trat nicht ein, wenn der Angenommene mit einem deutschen Elternteil verwandt blieb oder wenn er seinen gewöhnlichen Aufenthalt im Inland hatte. Der Verlust trat auch nicht ein, wenn der Annehmende die Staatsangehörigkeit eines EU-Mitgliedstaats oder der Schweiz hat (§ 27 Satz 4 i. V. mit § 25 Abs. 1 Satz 2 StAG).

#### Nichterfüllung der Wehrpflicht
Die frühere Regelung des § 17 Nr. 3 StAG a. F. (Verlust der deutschen Staatsangehörigkeit durch Nichterfüllung der Wehrpflicht) war durch Aufhebung des § 26 StAG a. F. durch Verordnung vom 20. Januar 1942 gegenstandslos geworden, nachdem § 26 Abs. 3 Satz 2 StAG a. F. (Wiedereinbürgerungsanspruch bei unverschuldetem Verlust der Staatsangehörigkeit wegen Nichterfüllens der Wehrpflicht) bereits durch Gesetz vom 15. Mai 1935 aufgehoben worden war.

#### Weigerung der Rückkehr nach Deutschland im Kriegsfall
Die frühere Regelung des § 17 Nr. 4 StAG a. F. i. V. mit § 27 StAG a. F. („Ein Deutscher, der sich im Ausland aufhält, kann seiner Staatsangehörigkeit durch Beschluß der Zentralbehörde seines Heimatstaats verlustig erklärt werden, wenn er im Falle eines Krieges oder einer Kriegsgefahr einer vom Kaiser angeordneten Aufforderung zur Rückkehr keine Folge leistet.“) ist unvereinbar mit Art. 16 Abs. 1 Satz 1 GG und spätestens am 23. Mai 1949 außer Kraft getreten. Die Fassungen des § 17 Nr. 4 StAG a. F. und des § 27 StAG a. F. wurden erst mit Wirkung vom 1. Januar 1977 auch förmlich aufgehoben.

#### Eintritt in ausländischen Staatsdienst
Die frühere Regelung des § 17 Nr. 4 StAG a. F. i. V. mit § 28 StAG a. F. („Ein Deutscher, der ohne Erlaubnis seiner Regierung in ausländische Staatsdienste getreten ist, kann seiner Staatsangehörigkeit durch Beschluß der Zentralbehörde seines Heimatstaats verlustig erklärt werden, wenn er einer Aufforderung zum Austritt nicht Folge leistet.“) ist unvereinbar mit Art. 16 Abs. 1 Satz 1 GG und spätestens am 23. Mai 1949 außer Kraft getreten. Die Fassung des § 17 Nr. 4 StAG a. F. wurde erst mit Wirkung vom 1. Januar 1977 und die des § 28 StAG a. F. wurde erst mit Wirkung vom 1. Januar 2000 auch förmlich aufgehoben.

#### Ausdehnung auf Ehefrau und Kinder
Die frühere Regelung des § 17 Nr. 4 StAG a. F. i. V. mit § 29 StAG a. F. („Der Verlust der Staatsangehörigkeit in den Fällen des § 26 Abs. 1, 2 und der §§ 27, 28 sowie der Wiedererwerb der Staatsangehörigkeit in den Fällen des § 26 Abs. 3 Satz 2 erstreckt sich zugleich auf die Ehefrau und auf diejenigen Kinder, deren gesetzliche Vertretung dem Ausgeschiedenen oder dem Wiedereingebürgerten kraft elterlicher Gewalt zusteht, soweit sich die Ehefrau oder die Kinder mit ihm in häuslicher Gemeinschaft befinden. Ausgenommen sind Töchter, die verheiratet sind oder verheiratet gewesen sind.“) ist unvereinbar mit Art. 117 Abs. 1 GG und der Gleichbehandlung von Mann und Frau (Art. 3 Abs. 2 GG) und am 31. März 1953 außer Kraft getreten. Die Fassung des § 17 Nr. 4 StAG a. F. wurde erst mit Wirkung vom 1. Januar 1977 und die des § 29 StAG a. F. erst mit Wirkung vom 1. Januar 2000 auch förmlich aufgehoben.

#### Verlust durch Legitimation
Die frühere Regelung des § 17 Nr. 5 StAG (sog. Legitimation des nichtehelichen Vaters), das heißt die nach Geburt des Kindes erfolgte Eheschließung der Eltern, führte zum Verlust der deutschen Staatsangehörigkeit des Kindes, die bei nichtehelichen Kindern über die deutsche Mutter erworben wurde. Nach Altrecht richtete sich die deutsche Staatsangehörigkeit bei ehelichen Kindern jedoch – wie früher international üblich (so auch im deutschen Staatsangehörigkeitsrecht: § 5 StAG a. F.) – ausschließlich nach der Staatsangehörigkeit des Vaters. Dieser Grundsatz wurde mit § 17 Nr. 5 StAG a. F. auf die Legitimation ausgedehnt. Schlossen die Eltern des Kindes die Ehe und war der Vater kein Deutscher, verlor das Kind nachträglich seine deutsche Staatsangehörigkeit. Zugleich erwarb es die Staatsangehörigkeit des Vaters. Die Regelung war schon aufgrund Art. 117 Abs. 1 GG am 31. März 1953 als Verstoß gegen die Gleichbehandlung von Mann und Frau (Art. 3 Abs. 2 GG) außer Kraft getreten. Die förmliche Aufhebung der Altfassung des § 5 StAG a. F. („Eine nach den deutschen Gesetzen wirksame Legitimation durch einen Deutschen begründet für das Kind die Staatsangehörigkeit des Vaters.“) erfolgte jedoch erst mit Wirkung vom 1. Juli 1998 und die des § 17 Nr. 5 StAG erst mit Wirkung vom 1. Januar 2000.

#### Eheschließung einer Deutschen mit einem Ausländer
Die frühere Regelung des § 17 Nr. 6 StAG a. F. („Die Staatsangehörigkeit geht verloren für eine Deutsche durch Eheschließung mit dem Angehörigen eines anderen Bundesstaats oder mit einem Ausländer.“) war mit Art. 16 Abs. 1 Satz 1 GG und auch mit Art. 3 Abs. 2 GG unvereinbar. Entsprechend dem früher vorherrschenden Grundsatz der staatsangehörigkeitsrechtlichen Familieneinheit, die durch die Staatsangehörigkeit des Mannes vorgegeben wurde, verlor eine Deutsche durch Eheschließung mit einem Nichtdeutschen ihre deutsche Staatsangehörigkeit. Nicht immer erwarb sie nach dem Heimatrecht des Ehemannes aber auch dessen Staatsangehörigkeit; manchmal wurde sie durch die Eheschließung staatenlos. Die bundesrepublikanische Rechtsprechung hat die Vorschrift anfänglich verfassungskonform dahingehend ausgelegt, dass ein Verlust nur mit Zustimmung der Frau und mit gleichzeitigem Erwerb einer anderen Staatsangehörigkeit (in der Regel der des Ehemannes) eintrat. Mit Ablauf des 31. März 1953 wurde § 17 Nr. 6 StAG a. F. endgültig verfassungswidrig und nichtig; die Frau behielt auch nach Eheschließung mit einem Ausländer ihre deutsche Staatsangehörigkeit. Die förmliche Aufhebung der Altfassung des § 17 Nr. 6 StAG erfolgte jedoch erst mit Wirkung vom 1. Januar 2000.

#### Verlust durch verlorenen Kontakt nach Auswanderung
Bis 1914 galt die Regel, dass der Deutsche im Ausland nach Ablauf von zehn Jahren seine Staatsangehörigkeit verlor, wenn er nicht im Besitz von gültigen Heimatpapieren war oder sich nicht in die Konsulatsmatrikel des zuständigen Konsulats eintragen ließ. Daher kann von Vorfahren, die vor 1904 ausgewandert sind, nicht die deutsche Staatsangehörigkeit abgeleitet werden, es sei denn, diese Registrierung hätte entsprechend stattgefunden.

## Staatsangehörigkeit im bürgerlichen Recht
Bei der Beurteilung bürgerlicher Rechtsverhältnisse durch deutsche Behörden und Gerichte wird die Staatsangehörigkeit zum Schutze der kulturellen Identität und des internationalen Entscheidungseinklangs berücksichtigt (→ Internationales Privatrecht). Sie bildet das Anknüpfungsmoment im Eherecht, Verwandtschaft, Adoption, Erbrecht, Namensrecht, Rechtsfähigkeit und Geschäftsfähigkeit, Todeserklärung, Vormundschaft, Betreuung und Pflegschaft, das darüber entscheidet, welche Rechtsordnung in Deutschland zur Anwendung kommt.

## Spezielles Staatsangehörigkeitsrecht
- Gesetz zur Regelung von Fragen der Staatsangehörigkeit (StAngRegG) vom 22. Februar 1955 (BGBl. I S. 65 = BGBl. III FNA 102–5), zuletzt geändert durch Art. 3 § 1 des Gesetzes vom 15. Juli 1999 (BGBl. I S. 1618), aufgehoben zum 15. Dezember 2010 (BGBl. I S. 1864), betreffend die Staatsangehörigkeit der (überwiegend heimatvertriebenen) deutschen Volkszugehörigen[99]
- Zweites Gesetz zur Regelung von Fragen der Staatsangehörigkeit (StAngRegG 2) vom 17. Mai 1956 (BGBl. I S. 431 = BGBl. III FNA 102–6), zuletzt geändert durch Art. 9 § 2 Nr. 1 des Gesetzes vom 18. Juli 1979 (BGBl. I S. 1061), aufgehoben zum 15. Dezember 2010 (BGBl. I S. 1864), betreffend die Staatsangehörigkeit der Österreicher[100]
- Gesetz zur Änderung des Reichs- und Staatsangehörigkeitsgesetzes (RuStAÄndG 1974) vom 20. Dezember 1974 (BGBl. I S. 3714), geändert durch Art. 2 des Gesetzes vom 15. Juli 1999; die Übergangsregelungen im Wesentlichen mit Ablauf des 31. Juli 2006 aufgehoben durch Art. 2 des Gesetzes vom 19. Februar 2006 (BGBl. I S. 334).
- Gesetz über die Angelegenheiten der Vertriebenen und Flüchtlinge (Bundesvertriebenengesetz – BVFG) vom 19. Mai 1953 (BGBl. I S. 201 = BGBl. III FNA 240–1) in der jeweils geltenden Fassung (Text des Bundesvertriebenengesetzes).

## Rechtspolitische Geschichte der deutschen Staatsangehörigkeit

### Deutscher Bund, Norddeutscher Bund, Kaiserreich
Es existierte lange Zeit kein deutscher Nationalstaat und somit auch keine einheitliche deutsche Staatsangehörigkeit. Der Deutsche Bund (1815–1866) beschäftigte sich in seinem Bundesrecht nicht mit Fragen der Staatsangehörigkeit, höchstens mit solchen der Freizügigkeit (Art. 18 DBA). Hingegen enthielt die französische Revolutionsverfassung vom 3. September 1791 erstmals Vorschriften über eine Staatsangehörigkeit. Dies wurde später auch in den Code civil übernommen.
Das französische Vorbild beeinflusste dann die einzelnen deutschen Staaten. Die ersten Regelungen waren die des Königreichs Bayern (1818), des Königreichs Württemberg (1819) und des Großherzogtums Hessen (1820). Die Paulskirchenverfassung von 1849 sah vor, dass eine Reichsstaatsangehörigkeit eingeführt werden sollte.
Der Norddeutsche Bund, der am 1. Juli 1867 in gesamtstaatlichem Sinne zu einem Bundesstaat umgewandelt worden war und die nord- und mitteldeutschen Staaten vereinte, wurde 1870/71 territorial erweitert und in Deutsches Reich umbenannt. Der Bund bzw. das Reich kannte zunächst keine gemeinsame deutsche Staatsangehörigkeit. Vielmehr bestanden die Staatsangehörigkeiten der jeweiligen Gliedstaaten, z. B. die von Preußen, Bayern, Württemberg etc., fort. 
1868 schlossen der Norddeutsche Bund, Baden, Bayern, Hessen und Württemberg einerseits und die USA andererseits die ersten internationalen Abkommen zur Vermeidung von Mehrstaatigkeit. Hintergrund war die große Zahl an Auswanderern, die in den USA eingebürgert wurden, aber oft in ihre Heimat zurückkehrten und dann zum deutschen Militär eingezogen wurden. Die Verträge gingen als Bancroft-Verträge in die internationale Rechtsgeschichte ein.
Mit Gesetz vom 1. Juni 1870 wurde eine Bundeszugehörigkeit eingeführt, die (zunächst noch) für „Norddeutsche“ über die Staatsangehörigkeit in einem der Teilstaaten des Norddeutschen Bundes vermittelt wurde. Diese Bestimmungen stellten sicher, dass die Regelung der Staatsangehörigkeit in allen Gliedstaaten nach den gleichen Prinzipien (kraft Abstammung oder Naturalisation) erfolgte. Das Gesetz trat am 1. Januar 1871 in Kraft; nach Art. 80 (Nr. 24) der Bundesverfassung vom 1. Januar 1871 galt es im gesamten Bundesgebiet (also auch in den süddeutschen Beitrittsstaaten). Es ging auf das Deutsche Reich über und blieb gültig bis zum 31. Dezember 1913, als es vom Reichs- und Staatsangehörigkeitsgesetz vom 22. Juli 1913 abgelöst wurde.
Das deutsche Reichs- und Staatsangehörigkeitsgesetz (RuStAG) vom 22. Juli 1913 knüpfte an die gliedstaatliche Staatsangehörigkeit an. Deutscher war, wer die Staatsangehörigkeit in einem Bundesstaat (die sogenannte mittelbare Reichsangehörigkeit) oder die unmittelbare Reichsangehörigkeit besaß.

#### Elsaß-Lothringen
Die Bewohner Elsaß-Lothringens erhielten 1871, sofern sie nicht aus anderen Teilen Frankreichs zugewandert waren, nach den Bestimmungen des Friedensvertrages von Frankfurt zwischen Frankreich und dem Deutschen Reich vom 10. Mai 1871 die elsaß-lothringische Staatsangehörigkeit und galten damit als Angehörige des Deutschen Reichs. Sie hatten aber die Möglichkeit, sich bis zum 1. Oktober 1872 für die Beibehaltung der französischen Staatsbürgerschaft zu entscheiden. Im Sinne des RuStAG galt Elsaß-Lothringen als Bundesstaat.

#### Einwohner der deutschen Kolonien
Nach der Errichtung deutscher Kolonien und Schutzgebiete in Afrika, China und Polynesien wurden die dort lebenden Menschen nicht zu Deutschen, sondern galten als Angehörige der Schutzgebiete.
Das Schutzgebietsgesetz von 1886 bzw. 1900 regelte in § 9 die spezielle Verleihung der Reichsangehörigkeit an Ausländer und „Eingeborene“.
Diese Regelungen wurden in der Hauptsache durch die Vorschriften des Reichs- und Staatsangehörigkeitsgesetzes von 1913 ersetzt und die Angehörigen der ehemaligen Kolonien wurden mit dem Versailler Vertrag 1919 dem Mandat der Siegermächte unterstellt.

### Weimarer Republik
Das Reichs- und Staatsangehörigkeitsgesetz galt auch in der Weimarer Republik unverändert weiter, obwohl die einzelnen Gliedstaaten (Länder) insgesamt weit weniger Rechte als vorher im Kaiserreich hatten. Deutscher war weiterhin, wer die Staatsangehörigkeit in einem Bundesstaat oder die unmittelbare Reichsangehörigkeit besaß. So konnte die Einbürgerung Adolf Hitlers am 25. Februar 1932 durch den von DNVP und NSDAP regierten Freistaat Braunschweig erfolgen.

### Zeit des Nationalsozialismus

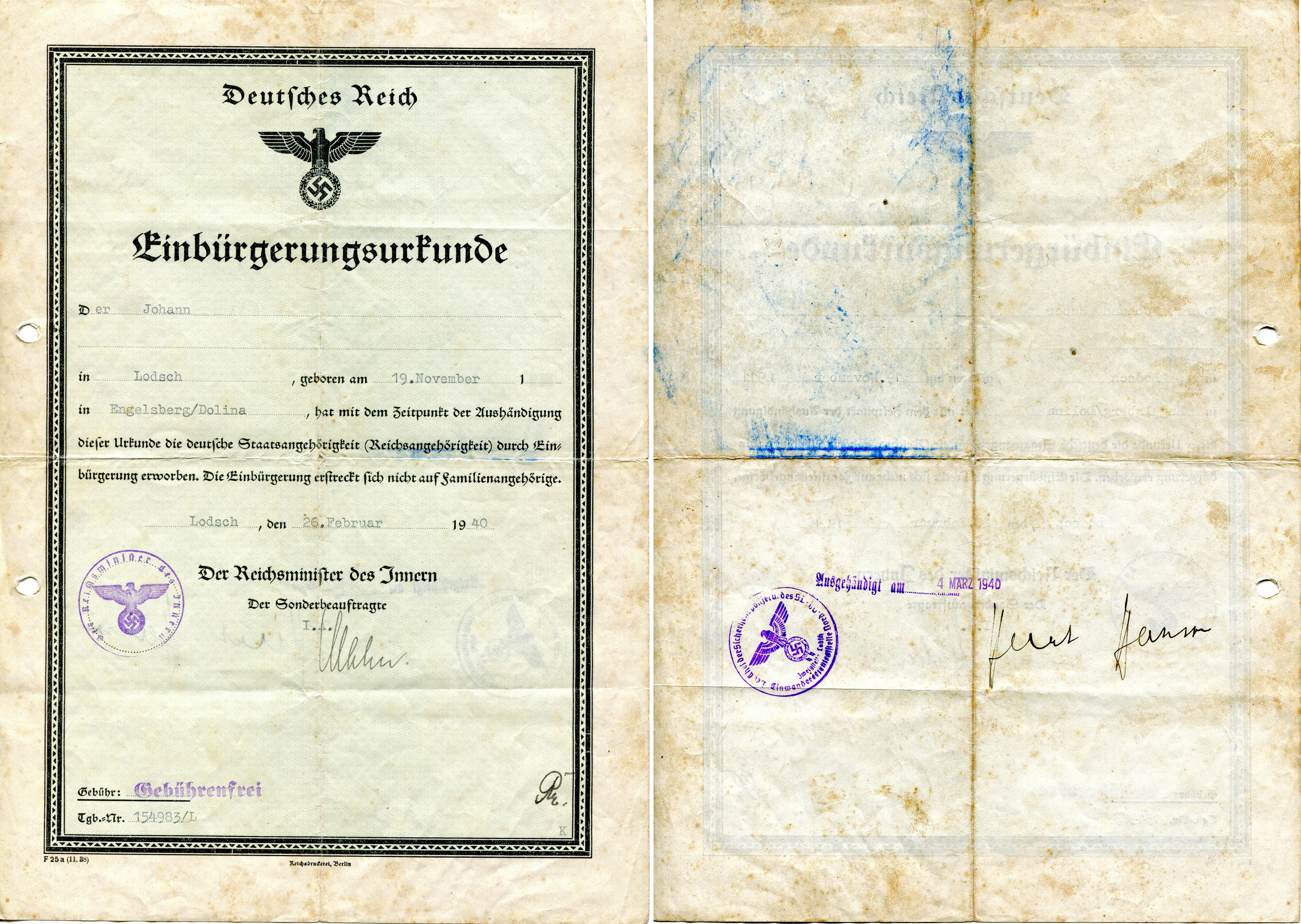
Einbürgerungsurkunde einer infolge des Hitler-Stalin-Paktes aus Galizien umgesiedelten Person

#### Einheitliche deutsche Staatsangehörigkeit
Eine einheitliche deutsche Staatsangehörigkeit gibt es erst seit der Verordnung über die deutsche Staatsangehörigkeit vom 5. Februar 1934 auf Grund des Neuaufbaugesetzes, mit dem die 1933 begonnene nationalsozialistische Gleichschaltung der deutschen Länder im Wesentlichen abgeschlossen wurde.
Das Staatsangehörigkeitsrecht des „Dritten Reiches“ war als Instrument der nationalsozialistischen Rassenideologie von großer Bedeutung und zahlreichen Änderungen unterworfen.
Einerseits erkannte die NS-Verfolgungspolitik bestimmten Personen die Staatsbürgerschaft ab; insbesondere Juden und „Zigeunern“, also Sinti und Roma, als Staatsangehörige nicht „deutschen oder artverwandten Blutes“ blieb das 1935 eingeführte Reichsbürgerrecht verwehrt. Andere Personengruppen wie Volksdeutsche und Deutschstämmige hingegen wurden im Zuge der so genannten Germanisierung und zur Gewinnung von „Lebensraum im Osten“, aber auch in Revision von deutschen Gebietsverlusten in Folge des Versailler Vertrags an Belgien und Frankreich als erwünschter Bevölkerungszuwachs in die deutsche Staatsangehörigkeit einbezogen.

#### Zeitlicher Ablauf
Mit dem Gesetz über den Widerruf von Einbürgerungen und die Aberkennung der deutschen Staatsangehörigkeit vom Juli 1933 konnten als unerwünscht erachtete Einbürgerungen aus der Zeit zwischen dem 9. November 1918 und dem 30. Januar 1933 widerrufen werden.
Im Jahr 1934 wurde die eigenständige Staatsangehörigkeit der deutschen Gliedstaaten zugunsten einer einheitlichen deutschen Staatsangehörigkeit abgeschafft. Das war ein Ergebnis des sogenannten Gleichschaltungsgesetzes, des Gesetzes über den Neuaufbau des Reichs vom 30. Januar 1934, dem am 5. Februar die entscheidende und von Reichsinnenminister Wilhelm Frick erlassene Verordnung über die deutsche Staatsangehörigkeit folgte. Zum ersten Mal gab es nun ausschließlich eine Reichs-Staatsangehörigkeit (§ 1 Abs. 2 der Verordnung: „Es gibt nur noch eine deutsche Staatsangehörigkeit [Reichsangehörigkeit].“). In der Präambel des Gleichschaltungsgesetzes hieß es entsprechend: „Die Volksabstimmung und die Reichstagswahl vom 12. November 1933 haben bewiesen, dass das deutsche Volk über alle innenpolitischen Grenzen und Gegensätze hinweg zu einer unlöslichen, inneren Einheit verschmolzen ist.“

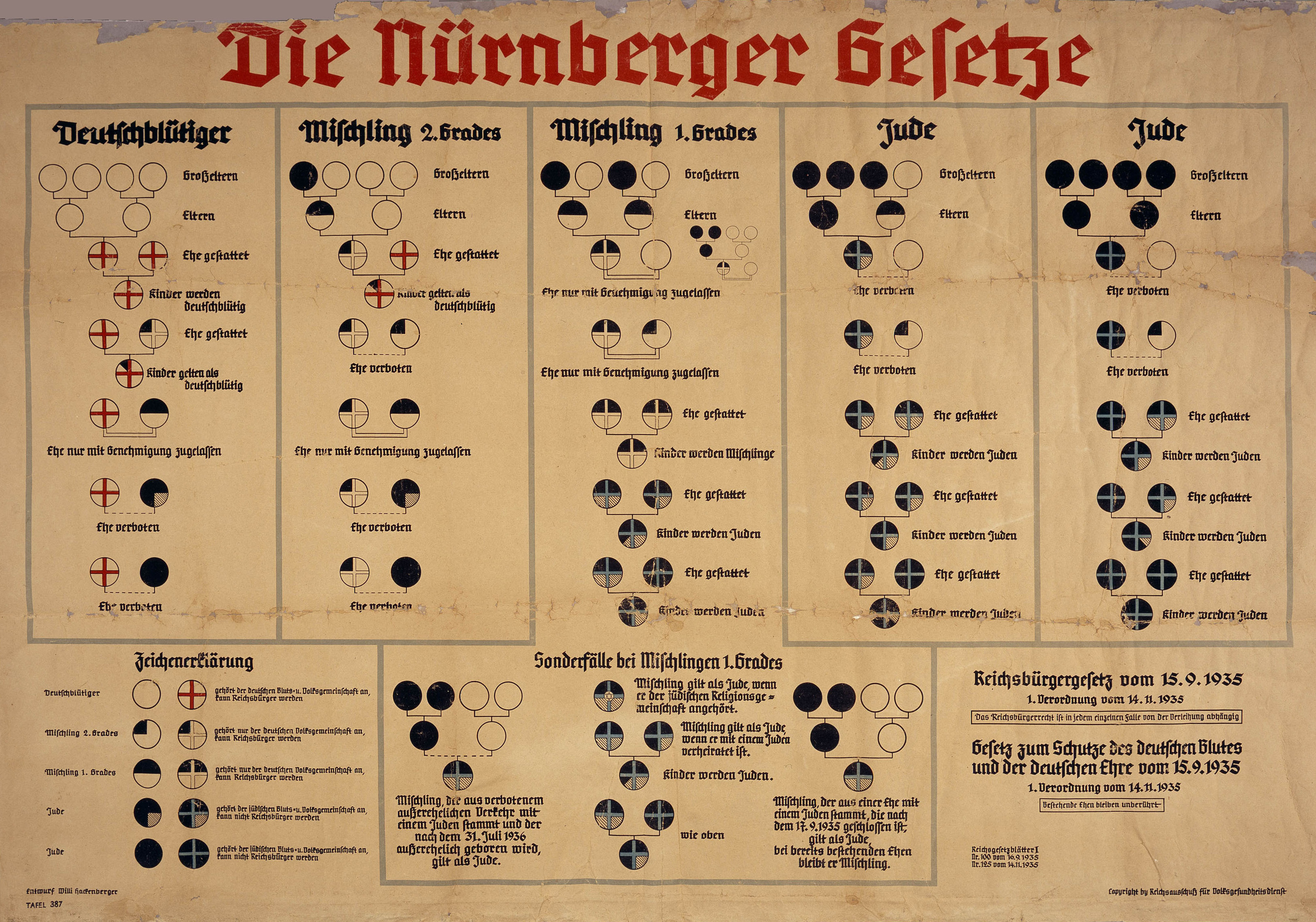
Schautafel zu den Nürnberger Gesetzen

Durch das Reichsbürgergesetz vom 15. September 1935 – und während des Zweiten Weltkriegs im Rahmen der Zivilverwaltung militärisch eroberter Gebiete mit mehreren Verordnungen – wurde die 1934 eingeführte einheitliche deutsche Staatsangehörigkeit aufgeweicht. Sie wurde nach rassistischen Kriterien zu einer Staatsbürgerschaft mit abgestuften Rechten umgebaut: Ab 1943 gab es schließlich Reichsbürger, (deutsche) Staatsangehörige, Staatsangehörige auf Widerruf, Schutzangehörige (des Deutschen Reichs) und Ausländer; ein „Schutzangehöriger“ war damit Einwohner des Reichs, konnte aber nicht zugleich Staatsangehöriger sein.

Nach dem „Anschluss“ Österreichs bekamen mit der „Verordnung über die deutsche Staatsangehörigkeit im Lande Österreich“ vom 3. Juli 1938 die Österreicher die deutsche Staatsangehörigkeit. Die Einbürgerung Adolf Hitlers, der als geborener Österreicher zwischenzeitlich staatenlos gewesen war, war bereits 1932 erfolgt.
Nach der Elften Verordnung zum Reichsbürgergesetz vom 25. November 1941 verloren emigrierte und in die Arbeits- und Vernichtungslager deportierte deutsche Juden die deutsche Staatsangehörigkeit, wenn sie ihren „gewöhnlichen Aufenthalt“ im Ausland genommen hatten.
Mit dem österreichischen Staatsbürgerschaftsüberleitungsgesetz erhielten 1945 all jene die österreichische Staatsbürgerschaft zurück, die zum Zeitpunkt des Anschlusses Österreicher waren und zwischen 1938 und 1945 keine fremde Staatsbürgerschaft angenommen hatten. Der staatsangehörigkeitsrechtliche Umgang mit Österreichern, die nach 1945 im Reichsgebiet geblieben waren und Deutsche bleiben wollten, war in der Nachkriegszeit zunächst uneinheitlich und wurde erst mit dem Zweiten Gesetz zur Regelung von Fragen der Staatsangehörigkeit vom 17. Mai 1956 geklärt. Demnach ist die 1938 durch den „Anschluss“ erworbene deutsche Reichsangehörigkeit von Gesetzes wegen am 27. April 1945 erloschen. Betroffene, die nach 1945 ihren ständigen Aufenthalt in Deutschland behalten hatten und deutsche Staatsangehörige bleiben wollten, konnten sie in der Bundesrepublik Deutschland durch Erklärung bis zum 30. Juli 1957 wiedererlangen.

### Besatzungszeit, Bundesrepublik Deutschland und Deutsche Demokratische Republik
Der Alliierte Kontrollrat hob am 20. September 1945 durch das Kontrollratsgesetz Nr. 1 die Nürnberger Gesetze von 1935 und damit auch das Reichsbürgergesetz und die folgenden Verordnungen auf. Die deutsche Staatsangehörigkeit wurde nach der Zeit des Nationalsozialismus als Reichsangehörigkeit beibehalten (RuStAG vom 22. Juli 1913, in der bis zum 31. Dezember 1999 geltenden Fassung). Wer im Besitz der deutschen Staatsangehörigkeit war, blieb nach dem Willen der Besatzungsmächte auch nach Kriegsende Deutscher, sofern sie auf Geburt oder freiwilliger Einbürgerung beruhte. Hiermit setzten die Alliierten wieder die einheitliche deutsche Staatsbürgerschaft anstelle der rassistisch abgestuften der NS-Zeit. Der Name des Gesetzes wurde nach der Gründung der Bundesrepublik und der DDR in beiden Staaten beibehalten. Zwangsweise Einbürgerungen vormals französischer oder luxemburgerischer Staatsangehöriger erklärte die Alliierte Hohe Kommission für nichtig.
In einigen vor Inkrafttreten des Grundgesetzes geschaffenen Länderverfassungen wurden zwar noch Landesstaatsangehörigkeiten vorgesehen (z. B. in den Art. 6 bis 8 Bayerische Verfassung, in Art. 6 Abs. 3 der Verfassung von Württemberg-Hohenzollern und in Art. 53 der Badischen Verfassung). Nach Bildung des Landes Baden-Württemberg entfielen die badische und württembergisch-hohenzollersche Staatsangehörigkeit jedoch ersatzlos, während die bayerische Landesstaatsangehörigkeit bis heute unverändert fortbesteht, aber faktisch bedeutungslos ist.
Während der Verlust der deutschen Ostgebiete nach dem Zweiten Weltkrieg die Staatsangehörigkeit der dort ansässig gewesenen Deutschen unberührt ließ, ergab sich durch die Flucht und Vertreibung Volksdeutscher aus früheren Siedlungsgebieten außerhalb des Deutschen Reichs die politische Notwendigkeit, den Begriff des deutschen Staatsangehörigen neu zu fassen. Nach § 1 RuStAG ist Deutscher, wem die unmittelbare Reichsangehörigkeit verliehen wurde. Damit hätten die Volksdeutschen keine deutsche Staatsbürgerschaft erhalten. Daher wurde in Art. 116 Abs. 1 GG eine neue Legaldefinition getroffen. „Deutscher im Sinne des Grundgesetzes“ ist auch, wer als Flüchtling oder Vertriebener bzw. Ehegatte oder Nachfahre deutscher Volkszugehörigkeit in Deutschland in den Grenzen vom 31. Dezember 1937 aufgenommen worden war. Neben der deutschen Volkszugehörigkeit war maßgeblich, dass innerhalb des früheren Reichsgebietes ein neuer Wohnsitz begründet wurde. Österreicher, die ihren Aufenthalt in Deutschland ab dem 26. April 1945 hatten, konnten in der Zeit zwischen dem 14. Mai 1956 und dem 30. Juni 1957 gegenüber der Staatsangehörigkeitsbehörde die Annahme der deutschen Staatsangehörigkeit erklären.
Nach Art. 116 Abs. 2 GG werden deutsche Staatsangehörige, denen zwischen dem 30. Januar 1933 und dem 8. Mai 1945 die Staatsangehörigkeit aus politischen, rassischen oder religiösen Gründen entzogen worden war, auf ihren Antrag wieder eingebürgert. Das betrifft alle Personen, die durch Einzelakt auf Grund des Gesetzes über den Widerruf von Einbürgerungen und die Aberkennung der deutschen Staatsangehörigkeit vom 14. Juli 1933 oder generell auf Grund der 11. Verordnung vom 25. November 1941 zum Reichsbürgergesetz die deutsche Staatsangehörigkeit verloren hatten.
Im Gegensatz zur DDR hielt die Bundesrepublik Deutschland immer an der einheitlichen deutschen Staatsangehörigkeit (Reichsangehörigkeit) fest, sodass nach bundesdeutschem Recht auch DDR-Bürger deutsche Staatsangehörige waren. Das Festhalten an der gemeinsamen Staatsangehörigkeit war auch der eigentliche Grund, dass das Reichs- und Staatsangehörigkeitsgesetz von 1913 zwar häufig geändert, aber in den Grundzügen beibehalten und eine grundlegende Reform des Staatsangehörigkeitsrechts vermieden wurde, um die bestehende staatsangehörigkeitsrechtliche Klammer zwischen den beiden deutschen Staaten innerhalb Deutschlands als Ganzes nicht zu gefährden.
In der DDR galt das Reichs- und Staatsangehörigkeitsgesetz unverändert bis 1967 fort. Auch die Verfassung der DDR von 1949 kannte ausdrücklich nur eine deutsche Staatsangehörigkeit, in den DDR-Ausweispapieren und Reisepässen stand „Staatsangehörigkeit: Deutsch“. 1967 führte die DDR dann aber mit dem Gesetz über die Staatsbürgerschaft der Deutschen Demokratischen Republik eine eigene Staatsangehörigkeit ein, die alle Deutschen umfasste, die bei Gründung der DDR auf deren Territorium wohnten, sowie deren Nachfahren. Mit der Wiedervereinigung 1990 wurde auch das Staatsangehörigkeitsrecht in Deutschland wieder einheitlich.
Bis in die 1990er Jahre hatten nur nach Deutschland eingewanderte deutsche Volkszugehörige (im Sinne von Artikel 116 des Grundgesetzes) einen Anspruch auf Einbürgerung. Die Kriterien richteten sich nach uneinheitlich praktizierten Einbürgerungsrichtlinien der Bundesländer (Verwaltungsvorschriften). Erste gesetzliche Regelungen, die die Anspruchseinbürgerung auch für Menschen nichtdeutscher Herkunft ermöglichten und dabei auch Zumutbarkeitskriterien in Bezug auf die Aufgabe der bisherigen Staatsangehörigkeit festschrieben, fanden sich im Ausländergesetz und zielten auf Migrantenkinder der zweiten und dritten Generation.
Deutschland ist bis 2000 international als Verfechter von Regeln zur Vermeidung der Mehrstaatigkeit aufgetreten und verlangt bei der Verleihung der deutschen Staatsangehörigkeit per Verwaltungsakt noch immer grundsätzlich die Aufgabe jeder anderen Staatsbürgerschaft, die neben der deutschen bestehen könnte. Allerdings wurde die Vermeidung der Mehrstaatigkeit in der Praxis stets nur selektiv betrieben. Während die automatisch erworbene mehrfache Staatsbürgerschaft von Kindern binationaler Eltern (ein deutscher und ein anderer Staatsbürger, oder ein Elternteil ist selbst Mehrstaater) generell als unproblematisch eingestuft und keinen gezielten Gesetzgebungsbemühungen unterworfen wurde, betrachtete die Politik die bei der Verleihung der deutschen Staatsangehörigkeit an Migranten oder deren Nachkommen möglicherweise eintretende Mehrstaatigkeit mehrheitlich als Problem. Im Zuge der fortschreitenden europäischen Integration stellte sich darüber hinaus immer drängender die Frage, inwieweit die restriktive Handhabung der doppelten Staatsangehörigkeit in Bezug auf die Angehörigen anderer Staaten der Europäischen Union (EU) aufgrund gemeinschaftsrechtlicher Vorgaben gelockert werden musste.

### Änderungen des Staatsangehörigkeitsrechts seit 2000
2000 wurde der Name des Reichs- und Staatsangehörigkeitsgesetzes in „Staatsangehörigkeitsgesetz“ (StAG) geändert. Diese Änderung war Teil einer umfassenden Reform des Staatsangehörigkeitsrechtes, die unter anderem das Ziel der Erleichterung der Einbürgerung unter Akzeptanz von Mehrstaatigkeit verfolgte. Hiergegen wandten sich Teile der Bevölkerung. In einer von CDU/CSU initiierten Unterschriftenaktion sprachen sich nach Angaben der Union bundesweit fünf Millionen Bürger gegen das Vorhaben aus.
In der öffentlichen Debatte wurde den Unionsparteien und der FDP vorgeworfen, dass es ihnen weniger um sachliche Kritik ginge als um den Versuch, ihre politische Akzeptanz bei Wählern mit xenophober Einstellung zu vergrößern. So wurde kritisiert, dass diese Parteien in ihrer Kampagne verbreiteten, die Reform werde ungezügelte Einwanderung auslösen, obwohl sie keine Regelung zu Neueinreisen enthält. Umgekehrt wurde der SPD und den Grünen vorgeworfen, über die Erleichterung der Einbürgerung sich zusätzliche Wählerpotentiale erschließen zu wollen (gemäß Meinungsumfragen wäre der weitaus überwiegende Anteil der potentiellen Neubürger Wähler dieser Parteien).
Das Thema dominierte den Wahlkampf zur Landtagswahl in Hessen 1999. Der Sieg von Roland Koch in dieser Wahl kostete die Bundesregierung im Bundesrat die Mehrheit und ergab die Notwendigkeit zum Kompromiss. Um eine dortige Mehrheit zu gewinnen, verhandelte die Bundesregierung mit der FDP. Als Kompromiss wurde die generelle Hinnahme der Doppelstaatsangehörigkeit aus dem Gesetzentwurf gestrichen und das Optionsmodell entwickelt. Dieser Vorschlag wurde als „Gruppenantrag“ von SPD, Bündnis 90/Die Grünen und der FDP, gegen die Stimmen der Oppositionsparteien CDU und CSU am 7. Mai 1999 im Bundestag verabschiedet und fand aufgrund der Unterstützung der sozialliberalen Koalition in Rheinland-Pfalz auch eine Mehrheit im Bundesrat.
Die Folge der Reform war ein starker Anstieg der Einbürgerungszahlen. Hierin spiegelten sich aber zu einem großen Teil Umstellungseffekte wider. Die Einbürgerungszahlen lagen nach einigen Jahren wieder auf einem Stand, der mit dem vor der Änderung des Staatsangehörigkeitsrechtes vergleichbar war.
Seit 2007 wird bei Staatsangehörigkeiten von EU-Staaten und der Schweiz generell Mehrstaatigkeit akzeptiert. Die Optionspflicht von in Deutschland geborenen Kindern, deren Eltern aus anderen Ländern stammen, ist 2014 für die meisten Betroffenen entfallen.

## Einzelne Regelungen des StAG

### Eheliche Geburt
Eheliche Kinder, die zwischen dem 1. Januar 1914 und dem 31. Dezember 1963 geboren wurden, erwarben die deutsche Staatsangehörigkeit nur durch den deutschen Vater. Eheliche Kinder einer deutschen Mutter, die nach dem 1. Januar 1964 und vor dem 31. Dezember 1974 geboren wurden, erwarben die deutsche Staatsangehörigkeit, wenn sie sonst staatenlos geworden wären. Eheliche Kinder, die seit dem 1. Januar 1975 geboren wurden, erwarben die Staatsangehörigkeit bereits durch einen der beiden Elternteile.
Eheliche Kinder einer deutschen Mutter, die ab dem 1. April 1953 und vor dem 1. Januar 1975 geboren wurden und bereits eine Staatsangehörigkeit besaßen, hatten die Möglichkeit, die deutsche Staatsangehörigkeit durch Erklärung zu erwerben. Grund für diese Regelung war der Beschluss des Bundesverfassungsgerichts vom 21. Mai 1974, wonach es mit der Gleichberechtigung von Männern und Frauen (Art. 3 Abs. 2 GG) unvereinbar sei, dass das eheliche Kind eines deutschen Vaters und einer ausländischen Mutter stets die deutsche Staatsangehörigkeit erwerbe, das eheliche Kind einer deutschen Mutter und eines ausländischen Vaters aber nur dann, wenn es sonst staatenlos sein würde. Die Erklärungsfrist ist mit dem 31. Dezember 1977 abgelaufen. Danach blieb nur dann die Möglichkeit, die Erklärung abzugeben, wenn der Betroffene ohne sein Verschulden außer Stande war, die Erklärungsfrist einzuhalten. In diesen Fällen konnte die Erklärung bis zum Ablauf von sechs Monaten nach Fortfall des Hindernisses abgegeben werden. Am 1. August 2006 ist auch diese Möglichkeit entfallen.

### Nichteheliche Geburt
Nichteheliche Kinder einer deutschen Mutter erwerben die deutsche Staatsangehörigkeit ab dem 1. Januar 1914.
Dagegen erwerben nichteheliche Kinder einer ausländischen Mutter die deutsche Staatsangehörigkeit erst seit dem 1. Juli 1993, sofern ein deutscher Mann die Vaterschaft anerkennt oder gerichtlich als Vater festgestellt wird (die deutsche Staatsangehörigkeit wird allerdings nicht erworben, wenn der Vater erst nach dem 23. Geburtstag des Kindes die Vaterschaft anerkennt oder das Vaterschaftsfeststellungsverfahren erst nach dem 23. Geburtstag eingeleitet wird).
Wegen missbräuchlichen Vaterschaftsanerkennungen zur Erlangung von Aufenthaltsrechten und Sozialleistungen hatten die von den jeweiligen Bundesländern zu bestimmenden Behörden mit Wirkung vom 1. Juni 2008 ein Vaterschaftsanfechtungsrecht erhalten, so dass im Falle einer erfolgreichen (behördlichen) Vaterschaftsanfechtung die deutsche Staatsangehörigkeit des Kindes wieder entfallen konnte. Das Bundesverfassungsgericht erklärte diese Regelung jedoch mit Beschluss vom 17. Dezember 2013 für verfassungswidrig und nichtig.
Ein nichteheliches Kind eines deutschen Vaters, das vor dem 1. Juli 1993 geboren wurde, erwarb die deutsche Staatsangehörigkeit durch eine Erklärung, wenn es seit drei Jahren rechtmäßig seinen gewöhnlichen Aufenthalt in der Bundesrepublik Deutschland hatte und die Erklärung vor der Vollendung des 23. Lebensjahres abgegeben wurde, sofern eine Vaterschaftsanerkennung oder -feststellung vorlag.
Durch die am 20. August 2021 in Kraft getretene Neuregelung des § 5 StAG gilt diese Möglichkeit des Vaterschaftserwerbs für alle zwischen dem 23. Mai 1949 und dem 30. Juni 1993 geborenen nichtehelichen Kinder eines deutschen Vaters und einer ausländischen Mutter und deren Abkömmlinge (Kinder, Enkel usw., auch bei Geburt nach dem 30. Juni 1993) unabhängig vom Wohnort (Ausnahmen bestehen u. a. bei schweren Vorstrafen); die Regelung ist bis 19. August 2031 befristet.

### Adoption
Die deutsche Staatsangehörigkeit wird seit dem 1. Januar 1977 auch durch Adoption durch einen deutschen Elternteil erworben. Für Kinder, die zwischen dem 1. Januar 1959 und dem 31. Dezember 1976 durch einen deutschen Elternteil adoptiert wurden, gab es einen Erklärungserwerb bis zum 31. Dezember 1979. Seit dem 1. Januar 1977 geht die deutsche Staatsangehörigkeit bei Adoption eines minderjährigen Deutschen durch ausländische Eltern verloren. Deutsche, die vor diesem Datum von ausländischen Staatsangehörigen adoptiert worden sind, haben die deutsche Staatsangehörigkeit grundsätzlich nicht verloren.

### Legitimation
Die deutsche Staatsangehörigkeit konnte vom 1. Januar 1914 bis zum 30. Juni 1998 auch durch Legitimation erworben werden. Legitimation war die nachfolgende Eheschließung des deutschen Vaters des nichtehelichen Kindes mit der ausländischen Mutter des Kindes. Die Legitimation konnte auch durch Ehelicherklärung des Kindes durch ein Gericht erfolgen. Diese Vorschrift wurde mit dem 1. Juli 1993 überwiegend gegenstandslos und ist seit dem 1. Juli 1998 außer Kraft gesetzt.
Bis zum 31. März 1953 führte die Eheschließung von ausländischem Vater und deutscher Mutter zum Verlust der deutschen Staatsangehörigkeit des Kindes (§ 17 Nr. 5 RuStAG a. F.). Zwar erfolgte zum 1. Januar 1975 die förmliche Aufhebung durch einfaches Bundesgesetz, das Bundesverwaltungsgericht stellte in seinem Urteil vom 29. November 2006 jedoch klar, dass die gesetzliche Verlustregelung bereits am 31. März 1953 gemäß Art. 117 Abs. 1 GG außer Kraft getreten war, weil sie das Gleichbehandlungsgebot von Mann und Frau (Art. 3 Abs. 2 GG) verletzte. Seit dem 1. April 1953 behält daher jedes nichteheliche Kind die von der Mutter erworbene deutsche Staatsangehörigkeit, wenn die Eltern nach der Geburt die Ehe schließen.
Durch die 2021 in Kraft getretene Neuregelung des § 5 StAG erwerben nach dem 23. Mai 1949 geborene Kinder, die aufgrund der o. g. Regelung die deutsche Staatsangehörigkeit verloren hatten und deren Abkömmlinge (Kinder, Enkel usw.) die deutsche Staatsangehörigkeit durch Erklärung (Ausnahmen bestehen u. a. bei schweren Vorstrafen); die Regelung ist ebenso bis 19. August 2031 befristet.

### Eheschließung
Ausländische Frauen, die einen Deutschen geheiratet hatten, erwarben vom 1. Januar 1914 bis zum 31. März 1953 die deutsche Staatsangehörigkeit automatisch. Zwischen dem 1. April 1953 und dem 23. August 1957 galten weitere besondere Vorschriften. Bei Eheschließung zwischen dem 24. August 1957 und dem 31. Dezember 1969 gab es die Möglichkeit, bei der Eheschließung oder danach die deutsche Staatsangehörigkeit durch Erklärung zu erwerben. Zwischen dem 1. Januar 1970 und dem 31. Dezember 1999 war die Eheschließung kein automatischer Erwerbsgrund mehr. Ehegatten deutscher Staatsangehöriger konnten seither nur noch erleichtert eingebürgert werden.
Deutsche Frauen, die vor dem 23. Mai 1949 einen Ausländer geheiratet haben, haben die deutsche Staatsangehörigkeit auch bei dann eintretender Staatenlosigkeit verloren. Sie können wieder eingebürgert werden. Deutsche Frauen, die zwischen dem 23. Mai 1949 und dem 31. März 1953 einen Ausländer geheiratet haben, verloren die deutsche Staatsangehörigkeit nur dann, wenn sie dadurch nicht staatenlos wurden. Seit dem 1. April 1953 bleibt die deutsche Staatsbürgerschaft bei Eheschließung mit einem Ausländer erhalten und ist kein Verlusttatbestand mehr.
Durch die 2021 in Kraft getretene Neuregelung des § 5 StAG erwerben nach dem 23. Mai 1949 geborene Kinder von Frauen, die aufgrund der o. g. Regelung die deutsche Staatsangehörigkeit verloren hatten und deren Abkömmlinge (Kinder, Enkel usw.) die deutsche Staatsangehörigkeit durch Erklärung (Ausnahmen bestehen u. a. bei schweren Vorstrafen). Auch diese Regelung ist entsprechend bis zum 19. August 2031 befristet.

### Wegfall der Inlandsklausel
Bis zum 31. Dezember 1999 enthielt § 25 Abs. 1 RuStAG eine sogenannte Inlandsklausel (auch Inlandsprivileg genannt), nach der ein volljähriger Deutscher mit Wohnsitz im Inland – genauer: indem dieser in der Bundesrepublik Deutschland entweder seinen Wohnsitz oder seinen dauernden Aufenthalt hatte – die deutsche Staatsangehörigkeit nicht verlor, wenn er eine andere Staatsangehörigkeit durch Einbürgerung erwarb. Diese Regelung, die sich bereits in der Urfassung des Gesetzes von 1913 fand, ging davon aus, dass von Deutschen, die von einem fremden Staat eingebürgert wurden, obwohl sie sich in Deutschland aufhielten, im Allgemeinen nicht angenommen werden konnte, die Reichsangehörigkeit aufgeben zu wollen. Um ihnen die deutsche Staatsangehörigkeit abzuerkennen, wurden zusätzliche Umstände verlangt, die den Willen des Beteiligten, seinem Vaterland nicht weiter angehören zu wollen, deutlich erkennen ließen. Zugleich wurden Bedenken gegen den Wert einer ausländischen Staatsangehörigkeit erhoben, die ohne langjährigen Aufenthalt im Verleihungsstaat vergeben wurde. Nach den Rechtsordnungen vieler Staaten erwarb der im Inland verbliebene Naturalisierte die neue Staatsangehörigkeit nämlich oft nur mit beschränkten Rechten oder unter dem Vorbehalt der Wiederentziehung innerhalb einer Bewährungsfrist. In der nicht gefestigten Hinwendung zu dem Verleihungsstaat, der möglicherweise nicht dauerhaften Beibehaltung der fremden Staatsangehörigkeit und in der unterstellten fortbestehenden engen Bindung zu Deutschland trotz Annahme der fremden Staatsangehörigkeit lag der Grund, diesem Personenkreis die deutsche Staatsangehörigkeit zu belassen.
Das Inlandsprivileg wurde vor allem von türkischen Staatsangehörigen genutzt, durch erneute Einbürgerung in den türkischen Staatsverband eine doppelte Staatsangehörigkeit zu erreichen. Mit der Aushändigung der Urkunde über den Verlust der türkischen Staatsangehörigkeit überreichte ihnen das türkische Konsulat einen Wiedereinbürgerungsantrag mit dem Hinweis, nach Aushändigung der deutschen Einbürgerungsurkunde könnten sie wiedereingebürgert werden, ohne die erworbene deutsche Staatsangehörigkeit zu verlieren. Dem Wiedereinbürgerungsantrag wurde in praktisch allen Fällen entsprochen.
Der Gesetzgeber hat auf diese ungewünschte Entwicklung durch Streichung des Inlandsprivilegs mit Wirkung vom 1. Januar 2000 reagiert. In der amtlichen Gesetzesbegründung heißt es hierzu nur knapp: „Diese ‚Inlandsklausel‘ wird häufig genutzt, um den Grundsatz der Vermeidung von Mehrstaatigkeit bei der Einbürgerung zu unterlaufen: Die vor der Einbürgerung aufgegebene ausländische Staatsangehörigkeit wird nach der Einbürgerung sanktionslos wiedererworben. Die Aufhebung der ‚Inlandsklausel‘ beseitigt diese Mißbrauchsmöglichkeit.“ Trotz eines Hinweises deutscher Stellen auf die geänderte Rechtslage hielten die türkischen Auslandsvertretungen an ihrer Verfahrensweise fest, ehemaligen türkischen Staatsangehörigen die Wiedereinbürgerung anzubieten, ohne sie über den seit 1. Januar 2000 eintretenden Verlust der deutschen Staatsangehörigkeit aufzuklären. Erst im Jahre 2005 wurde diese Praxis beendet. Geschätzte 48.000 Türken im ganzen Bundesgebiet waren bis dahin davon betroffen. Nach dem Aufenthaltsgesetz müssen diese Personen, um in Deutschland bleiben zu können, innerhalb von sechs Monaten nach Kenntnis des Verlustes der deutschen Staatsangehörigkeit durch die türkische Wiedereinbürgerung eine Aufenthaltserlaubnis beantragen (§ 38 AufenthG). Versäumen sie die Frist, gilt ihr Aufenthalt bis zur Entscheidung über den Antrag nur als geduldet.
Werden minderjährige Kinder aufgrund des Antrags ihrer Eltern wiedereingebürgert, verlieren sie die deutsche Staatsangehörigkeit dagegen nicht, weil das elterliche Verhalten ihnen nicht zugerechnet wird; sie werden damit zu Doppelstaatern.
Das Bundesverfassungsgericht hat den Wegfall des Inlandsprivilegs als verfassungsgemäß angesehen. Der Wegfall ist auch insoweit verfassungsgemäß, als der Eingebürgerte noch vor dem 1. Januar 2000 die Wiedereinbürgerung in den türkischen Staatsverband beantragt hatte, die Wiedereinbürgerung aber erst nach diesem Zeitpunkt ausgesprochen wurde. Denn im Einbürgerungsverfahren sei dem Betroffenen die Aufgabe seiner türkischen Staatsangehörigkeit abverlangt worden. Also habe ihm bewusst sein müssen, dass er durch die sofortige Wiederbeantragung der türkischen Staatsangehörigkeit einen Umweg zu der Doppelstaatsangehörigkeit gewählt habe, die ihm der Gesetzgeber mit den geltenden einbürgerungsrechtlichen Bestimmungen gerade habe verwehren wollen, und dass er sich insofern angeschickt habe, eine Gesetzeslücke zu nutzen. Dies zu tun, habe ihm freigestanden; er habe aber nicht darauf zählen können, dass der Gesetzgeber keine Anstalten treffen würde, diese Absicht zu durchkreuzen.

### Rechtliche Regelung der Zulässigkeit weiterer Staatsangehörigkeiten
Mit „multipler Staatsangehörigkeit“ ist im engeren Sinn des Begriffs nicht der im föderativen Staatsaufbau mögliche Fall gemeint, dass jemand auf verschiedenen Ebenen der Staatlichkeit Bürger einer Gebietskörperschaft ist. So kann beispielsweise ein deutscher Staatsbürger zugleich die bayerische Staatsangehörigkeit besitzen.
Die alte Regelung nach § 87 Abs. 2 des deutschen Ausländergesetzes machte doppelte Staatsangehörigkeiten möglich, sofern der andere EU-Mitgliedstaat deutsche Staatsangehörige ebenfalls auf Antrag einbürgert, ohne die Aufgabe der deutschen Staatsangehörigkeit zu verlangen (Gegenseitigkeit). Dies ist z. B. bei Ungarn, der Republik Polen sowie der Slowakischen Republik uneingeschränkt der Fall.
Kinder mit einem deutschen und einem ausländischen Elternteil oder einem oder beiden Elternteilen mit doppelter Staatsangehörigkeit erhalten häufig bereits mit der Geburt nach dem Abstammungsprinzip die Staatsangehörigkeiten beider Eltern.
Mit dem Gesetz zur Reform des Staatsangehörigkeitsrechts vom 15. Juli 1999 hatte der Bundesgesetzgeber in § 87 Abs. 2 des Ausländergesetzes (zum 31. Dezember 2004 außer Kraft) im Hinblick auf das Ziel der fortschreitenden europäischen Integration die Regelung getroffen, dass bei Unionsbürgern nicht verlangt wird, dass sie vor der Einbürgerung in Deutschland ihre bisherige Staatsangehörigkeit aufgeben, wenn der andere EU-Mitgliedstaat im Gegenzug bei Einbürgerungen von Deutschen ebenso verfährt; eine Übereinstimmung der übrigen Voraussetzungen und Folgen der Einbürgerung ist also nicht mehr notwendig gewesen. Dies war etwa bei Griechenland der Fall, da dort nicht nur das Einbürgerungsrecht, sondern auch die Einbürgerungspraxis dem Gegenseitigkeitserfordernis gerecht wurden; bei Slowenien und den Niederlanden galt das nur bei bestimmten Personengruppen.
Seit 2005 wird gemäß § 12 Abs. 2 StAG von Staatsangehörigen eines anderen EU-Mitgliedstaats und seit 2007 auch von Schweizer Bürgern generell nicht mehr verlangt, ihre Staatsbürgerschaft aufzugeben. Davon unabhängig ist die Frage, ob durch die deutsche Einbürgerung die bisherige Staatsangehörigkeit nach dem Heimatrecht des Betroffenen erlischt.

### Komplikationen im Zusammenhang mit mehrfacher Staatsangehörigkeit
Mehrfache Staatsangehörigkeit kann generell zu staatstheoretischen und rechtlichen Konflikten führen:
- Mehrfaches Wahlrecht: Mehrstaater verfügen – mit Einschränkungen – über ein Wahlrecht in allen Staaten, deren Angehörige sie sind. Dies kann bei Wahlen, in denen sie wie zwei Personen behandelt werden könnten, als Verstoß gegen das Prinzip der Gleichheit der Wahl verstanden werden. Z. B. kann bei der Wahl zum Europaparlament eine multiple Staatsangehörigkeit dazu führen, dass jemand in zwei verschiedenen Ländern jeweils eine Stimme abgibt.[146] Dies ist nach dem Wahlrecht für das Europäische Parlament allerdings ausdrücklich unzulässig.
- Gespaltene Loyalität: Voraussetzung für das Funktionieren einer Demokratie sei ein Mindestmaß an Zusammengehörigkeitsgefühl.[147] Dieses sei bei mehrfacher Staatsangehörigkeit gefährdet. Rechtlich von Bedeutung ist dieses Argument allerdings nur in dem zurzeit theoretischen Fall, dass jemand als Deutscher Pflichten hat, die auszuführen ihm das Recht des anderen Landes, dessen Bürger er ist, verbietet. Ein Problem stellt dieser Fall auch nur dann dar, wenn das Verhalten, das dem Betreffenden in Deutschland rechtlich geboten ist, bei Rückkehr in seinen anderen Heimatstaat zu Sanktionen seitens des betreffenden Staates führt.
- Internationales Privatrecht: Dieses knüpft an die Staatsangehörigkeit oder den Ort des gewöhnlichen Aufenthaltes an, um das anwendbare nationale Recht zu bestimmen (siehe auch Kollisionsnorm). Durch mehrfache Staatsangehörigkeit geht Eindeutigkeit verloren, das heißt, es muss geklärt werden, welches Recht als Heimatrecht gelten soll, dem der Doppelstaater unterliegt.[148]
- Wehrpflicht: Mehrstaater können in mehreren Staaten zur Wehrpflicht herangezogen werden. Im Kriegsfall der beiden Heimatstaaten könnten sie sogar verpflichtet sein, auf beiden Seiten Militärdienst zu leisten.[149]
- Diplomatischer Schutz: Der Mehrstaater könnte seinen Anspruch auf konsularischen Beistand des einen Heimatlandes gegen das andere geltend machen.[150]
- Minderheitenschutz: Eine zahlenmäßig bedeutsame Gruppe von Mehrstaatern könnte Minderheitenschutzrechte im Wohnsitzland beanspruchen.[151] Allerdings steht z. B. im Falle ethnischer Dänen mit deutscher Staatsangehörigkeit dieser Schutz auch solchen Menschen zu, die nicht zugleich Staatsbürger Dänemarks sind.

Aufgrund der unterschiedlichen Staatsbürgerschaftsregelungen der einzelnen Staaten ist Mehrstaatigkeit unvermeidlich. Daher haben die Staaten in vielen Bereichen Regelungen getroffen, diese Konflikte aufzulösen. So besteht in der Türkei eine gesetzliche Regelung, dass der türkische Wehrdienst bei deutsch-türkischen Mehrstaatern unter bestimmten Umständen mit dem deutschen Wehr- oder Ersatzdienst nach Art. 12a GG als abgegolten gilt: Der Wehrpflichtige muss demnach in Deutschland geboren oder als Minderjähriger eingereist sein, sich dort gewöhnlich aufhalten und die deutsche Staatsangehörigkeit vor Vollendung des 38. Lebensjahres erworben haben. Kroatien erkennt den deutschen Wehrdienst ebenfalls anstelle der kroatischen Wehrpflicht an. Behördliche Handhabungen und damit Überschneidungen der Wehrpflicht sind dabei im Einzelfall allerdings nicht völlig ausgeschlossen.
In der Staatengemeinschaft gibt es keinen einheitlichen Rechtsgrundsatz zur Vermeidung von Mehrstaatigkeit; völkerrechtlich gibt es hierzu keine allgemeinen Regeln. Vielmehr zeigt die nationale Gesetzgebung mehrheitlich, dass Staaten vor allem das eigene Verhältnis zu ihren Staatsbürgern regeln, während Mehrstaatigkeit recht liberal hingenommen wird.
Im Straßburger Übereinkommen über die Verringerung der Mehrstaatigkeit und über die Wehrpflicht von Mehrstaatern (MStaatÜbk) vom 6. Mai 1963 war ein klarer Auftrag zur Reduzierung von Mehrstaatigkeit enthalten. Dieses Übereinkommen wurde durch das Europäische Übereinkommen über die Staatsangehörigkeit vom 6. November 1997 abgelöst und daher von Deutschland mit Wirkung zum 29. Juni 2002 gekündigt. Das neue Übereinkommen verpflichtet die Staaten nicht mehr, Mehrstaatigkeit zu reduzieren, erlaubt aber, dass Staaten die Aufgabe der bisherigen Staatsangehörigkeit als Voraussetzung für den Erwerb der eigenen verlangen, soweit dies zumutbar ist.

### Staatsangehörigkeitsausweis
Ein Staatsangehörigkeitsausweis wird an deutsche Staatsangehörige ausgestellt, sofern die Staatsangehörigkeit nicht durch anderweitige Dokumente, insbesondere einen Pass oder Personalausweis, nachgewiesen werden kann. Da das Bestehen der deutschen Staatsangehörigkeit in der Regel mit einem gültigen Pass oder Personalausweis der Bundesrepublik Deutschland hinreichend glaubhaft gemacht ist, wird ein Staatsangehörigkeitsausweis grundsätzlich nur in bestimmten Fällen benötigt, etwa wenn die deutsche Staatsangehörigkeit zweifelhaft und klärungsbedürftig ist. Sofern der formale Nachweis über deren Besitz nicht über die Bescheinigungen oder die Einbürgerungsurkunde gemäß Nr. 2 bis 5 des § 3 StAG erfolgen kann, wird sie auf Antrag des Betroffenen durch einen behördlich ausgestellten Staatsangehörigkeitsausweis nachgewiesen. Ein ausgestellter deutscher Personalausweis oder Reisepass indiziert mithin die deutsche Staatsangehörigkeit. Dies bedeutet, dass nicht bei jedem Antrag auf Feststellung der deutschen Staatsangehörigkeit und Ausstellung eines Staatsangehörigkeitsausweises von Amts wegen das Bestehen eines berechtigten Feststellungsinteresses zu prüfen und gegebenenfalls vom Antragsteller darzulegen, glaubhaft zu machen und nachzuweisen wäre. Staatsangehörigkeitsausweise werden daher nur noch ausgestellt, wenn die Staatsangehörigkeit tatsächlich unklar ist oder behördlicherseits bezweifelt wird (so z. B. Verwaltungsgericht Potsdam). Infolgedessen fehlt Anträgen auf Feststellung der deutschen Staatsangehörigkeit, deren Bestehen sonst offensichtlich von niemandem angezweifelt wird, ein „schutzwürdiges Sachbescheidungsinteresse“.